# Standard-Bus
Der Standard-Bus, auch VÖV-Standard-Linienbus oder VÖV-Bus, ist ein von 1968 bis 2000 in zwei Modell-Generationen von verschiedenen deutschen (und auch europäischen) Omnibus-Herstellern gebauter vereinheitlichter Typ von Stadt- und Überlandbussen. Dieser wurde in Zusammenarbeit mit dem Verband öffentlicher Verkehrsbetriebe (VÖV) entwickelt, um die kaum noch überschaubare Typenvielfalt der Nachkriegszeit zu reduzieren und damit Busfahrer, Fahrgäste, Busbetreiber und Werkstätten markenübergreifend und herstellerunabhängig gleiche Bedingungen vorfinden. Insbesondere vereinfachten sich für die öffentlichen Verkehrsbetriebe in Deutschland die Vorhaltung von Ersatzteilen und die Beschäftigung von fachkundigem Wartungs- und Reparatur-Personal. Die Standard-Busse waren von den späten 1960er Jahren bis in die 1990er Jahre der typische Linienbus in der Bundesrepublik Deutschland. Durch Exporte deutscher Hersteller war vor allem das Modell der ersten Generation (SL I) in verschiedenen Ländern der Welt anzutreffen. Andererseits wurde der SL I auch – zum Teil abgewandelt – in anderen europäischen Staaten nachgebaut. Auf Basis des Standard-Linienbusses wurden auch verschiedene Versionen von Oberleitungsbussen hergestellt.

## Der Standard-Stadtbus (VÖV-Bus und SL II)

### Vorgeschichte
Nach dem Zweiten Weltkrieg entfaltete sich im damaligen Westdeutschland eine große Vielfalt von Omnibustypen – es gab damals noch viel mehr Hersteller von Omnibussen als heute. Dies führte bei öffentlichen Verkehrsbetrieben zu dem Problem, für die unterschiedlichsten Bustypen Ersatzteile bevorraten und fachkundiges Wartungs- und Reparatur-Personal beschäftigen zu müssen. Die Hamburger Hochbahn (HHA) regte daher im Jahr 1959 an, einen deutschen Einheits-Stadtbus zu konstruieren, um Beschaffung, Wartung und Reparatur der Busse zu vereinfachen und dadurch die Kosten zu senken.
Mit der Umsetzung dieser Aufgabe beschäftigte sich der Verband öffentlicher Verkehrsbetriebe (VÖV), der letztlich im Jahr 1991 im Verband Deutscher Verkehrsunternehmen (VDV) aufging. Der VÖV erstellte ein Lastenheft, in dem die Eigenschaften und technischen Spezifikationen des Standard-Stadtbusses definiert und festgelegt wurden: Der im Oktober 1966 vom VÖV eingerichtete Arbeitskreis „Standard-Linienbus“ erarbeitete unter maßgeblicher Mitarbeit der Fahrzeugwerkstätten Falkenried (FFG, damals Teil der Hamburger Hochbahn) Kriterien für einen modernen Linienbus mit mehr Fahrgast-, Bedien- und Wartungsfreundlichkeit. Die von unterschiedlichen Verkehrsbetrieben stammenden zehn Mitglieder legten bei den im vierwöchigen Abstand stattfindenden Sitzungen mit einfacher Mehrheit bindende Beschlüsse fest. Dabei wurde der Einfachheit halber lediglich vom zweiachsigen Eindecker ausgegangen. Die Standardisierung sollte sich auf den Wagenkörper, seine Einrichtungen und die elektrische Anlage konzentrieren. Für die endgültigen Festlegungen bei den Punkten Fußbodenhöhe, Fahrerplatz und blendfreie Frontscheibe wurden jeweils Gutachten bei verschiedenen Instituten eingeholt.

### Erste Generation: VÖV-Bus

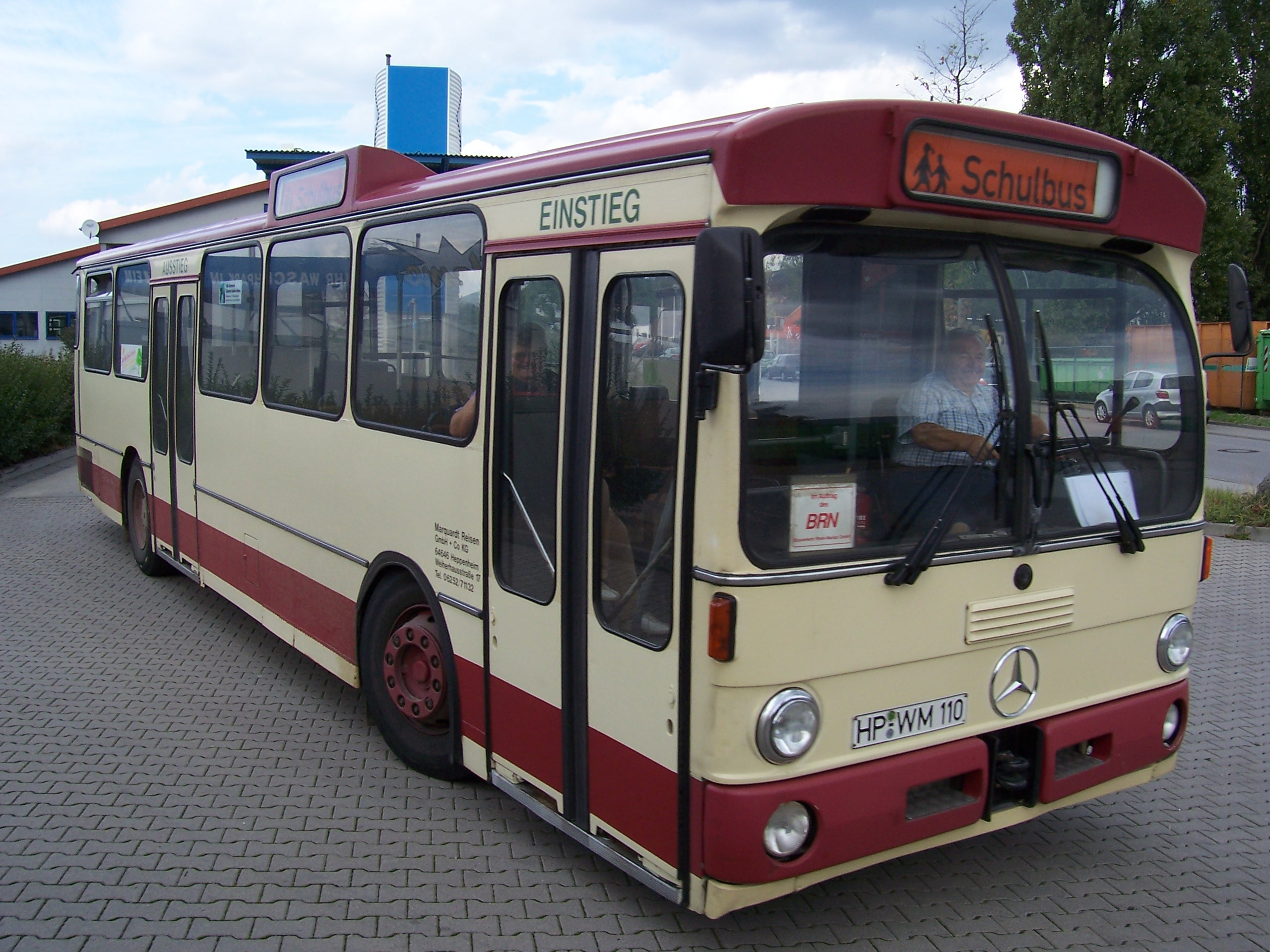
VÖV-Standard-Linienbus Mercedes-Benz O 305

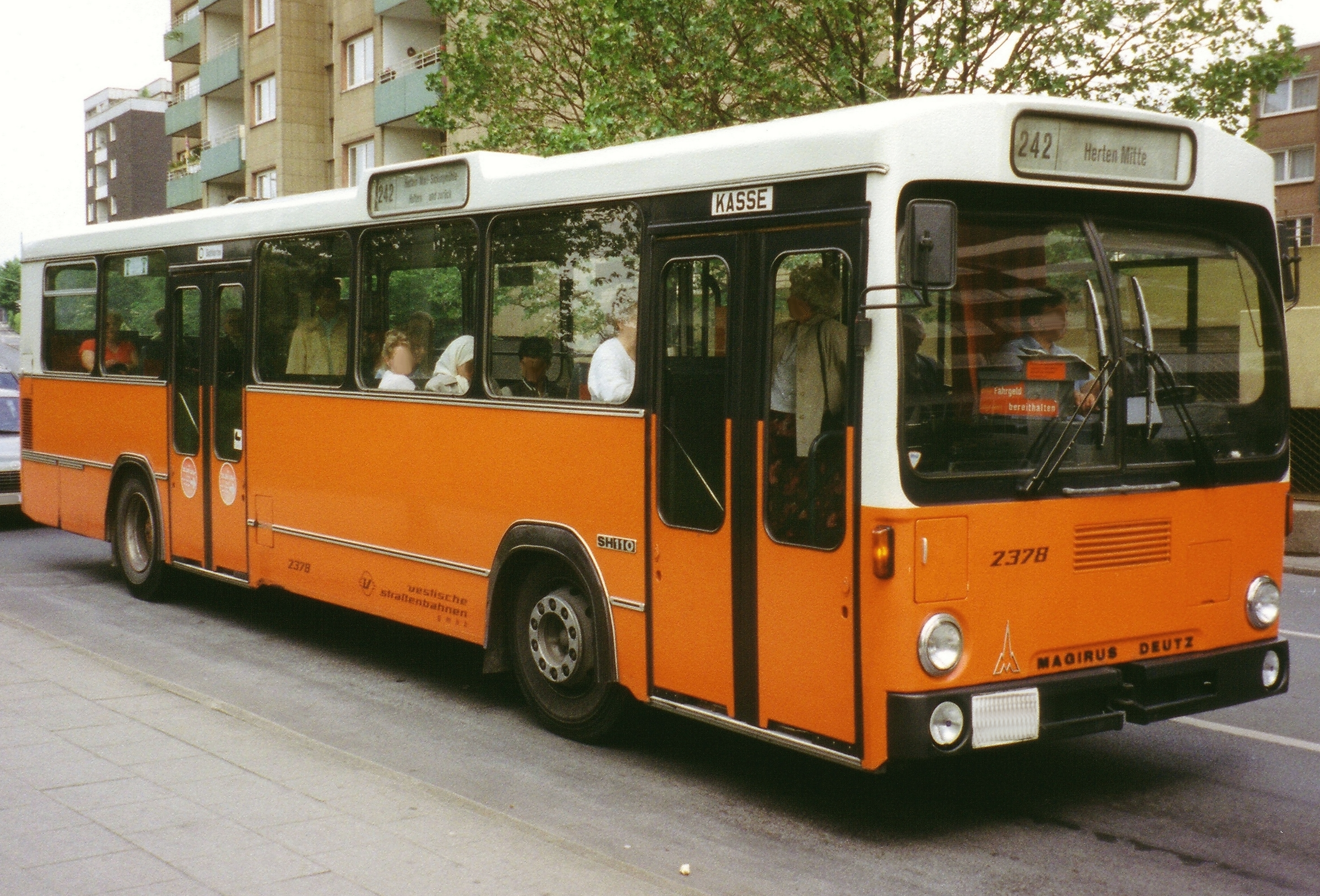
Magirus-Deutz-SH-110-Standard-Linienbus mit VÖV-Front

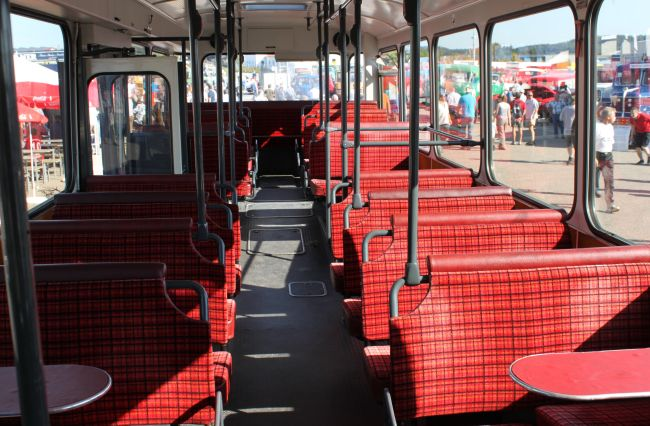
Magirus-Deutz SH 110 von innen

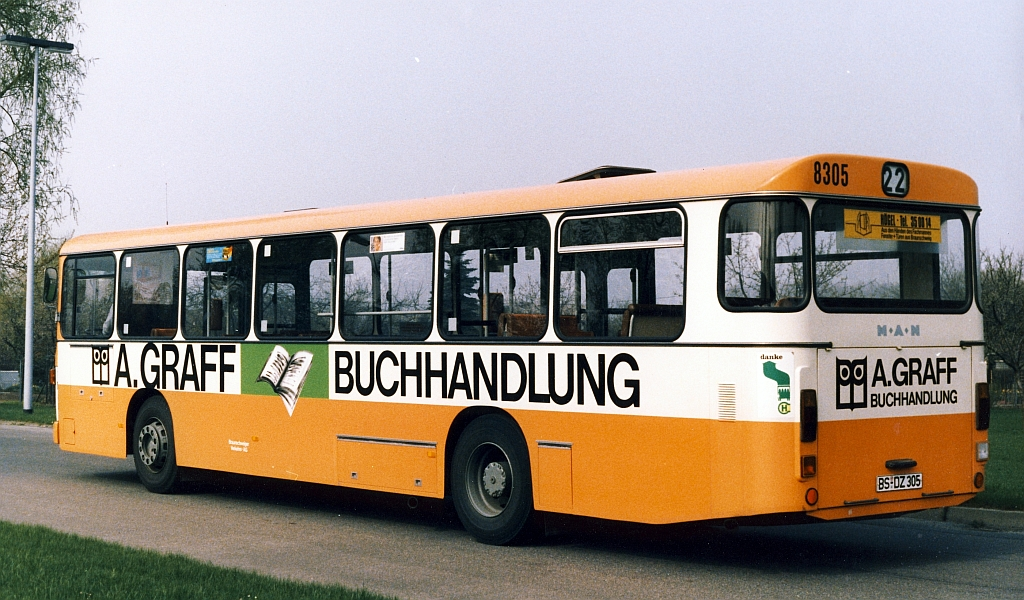
MAN SL 200 mit modernisierten Rückleuchten

Am 13. Oktober 1967 wurden die ersten Prototypen des VÖV-Standard-Linienbusses nach diesen Vorgaben durch Büssing, Magirus-Deutz und Daimler-Benz vorgestellt. Der Prototyp von Magirus-Deutz war anschließend bis zum September 1968 in Hamburg im Probeeinsatz. Die gemachten Erfahrungen der Werkstätten, Fahrer und Fahrgäste flossen in die endgültige VÖV-Richtlinie Typenempfehlung für einen VÖV-Standard-Linienbus (SL) ein. Das Lastenheft forderte Fahrzeuge mit einer Länge von 11.000 mm bei einem Radstand von 5600 mm, vorderer Überhang 2400 mm, hinterer Überhang 3000 mm mit einem unterflur liegenden Heckmotor. Die Karosserie sollte einen Fensterteiler von 1430 mm (siebenmal) aufweisen, außerdem zwei zweiflügelige Innenschwenktüren mit einer lichten Durchgangsbreite von 1250 mm und einen für damalige Zeit niedrigen Wagenboden (725 mm) mit zwei Stufen (je 220 mm) an den beiden Türen. Der Standard-Linienbus war von Beginn an für den schaffnerlosen Einmannbetrieb mit Fahrgastfluss von vorn nach hinten konzipiert.
Die Motorleistung sollte mindestens 8,8 kW (12 PS) je Tonne bezogen auf das Gesamtgewicht betragen, was einem Wert von etwa 141 kW entsprach. Auf der Außenseite des Fahrerplatzes war ein zentrales Elektrofach vorgesehen. Der Fahrerarbeitsplatz war einheitlich gestaltet (sogenannter VÖV-Fahrerplatz), die zweiteilige Windschutzscheibe war zur Verhinderung von Spiegelungen aus dem Innenraum horizontal gewölbt. Die Anordnung der gepolsterten Sitze war vorgegeben, als Anzahl waren 44 bei 2+2-Vollbestuhlung bzw. 37 bei 2+1-Anordnung zwischen den Türen vorgesehen. Das ergab eine Stehplatzanzahl von 61 bzw. 78. Gegenüber der Mitteltür war Platz für die Mitnahme von zwei Kinderwagen vorgesehen. Neu war auch die Einheitlichkeit der Haltestangen mit Anordnung von Signalknöpfen für den Ausstiegswunsch der Fahrgäste. Für die Vereinheitlichung der Elektrik gab es einen Verkabelungsplan, auch Lage und Größe von Beleuchtung, Beschilderung und Reklameflächen wurden festgehalten.
Als Hersteller beschäftigten sich mit dem VÖV-Bus die Unternehmen Büssing, Klöckner-Humboldt-Deutz (Magirus-Deutz), Daimler-Benz, MAN (alle Bundesrepublik Deutschland) und Ikarus aus Ungarn. In der Übergangszeit nach der Übernahme von Büssing durch MAN gab es VÖV-Busse auch mit dem Markennamen „MAN-Büssing“ (ab 1971); nach der Eingliederung von Magirus-Deutz in IVECO bis 1982 auch mit dem zusätzlichen IVECO-Schriftzug.
Die Fahrzeuge waren in ihren Maßen und Aufteilungen weitgehend gleich, die Motoren und die Front-, Heck- und Dachgestaltung mit markenspezifischem Design waren grundsätzlich individuell, wenn auch die Frontgestaltung nur bei den in Frankreich bei Berliet (nach der Übernahme durch Renault unter dieser Marke) hergestellten Fahrzeugen in bedeutendem Maße abwich. Magirus-Deutz baute als einziger der beteiligten Hersteller luftgekühlte Dieselmotoren ein. Eine Serie von Büssing für die Berliner Verkehrs-Betriebe BVG mit der Modellbezeichnung BS 110 V SL sowie Magirus-Deutz und MAN waren zudem die einzigen, die eine komfortable Einzelradaufhängung aufweisen konnten, ansonsten hatten alle anderen Busse dieses Typs stets luftgefederte Starrachsen. Wichtige Teile wie beispielsweise die Fensterscheiben, die Türen, die Beleuchtungseinrichtungen und die Zielschildkästen waren dagegen herstellerunabhängig identisch und demnach austauschbar. Dies diente zum einen den Herstellern, sie konnten durch insgesamt höhere Stückzahlen bei den Teile-Produzenten Kosten reduzieren. Zum anderen profitierten die Verkehrsunternehmen von der vereinfachten Ersatzteilhaltung und der einheitlichen Handhabung der unterschiedlichen Fabrikate beim Werkstatt- und Fahrpersonal. Für die Fahrgäste von Vorteil war schließlich die einheitliche Anordnung von Einstiegen, Haltegriffen und Rollbandanzeigen.

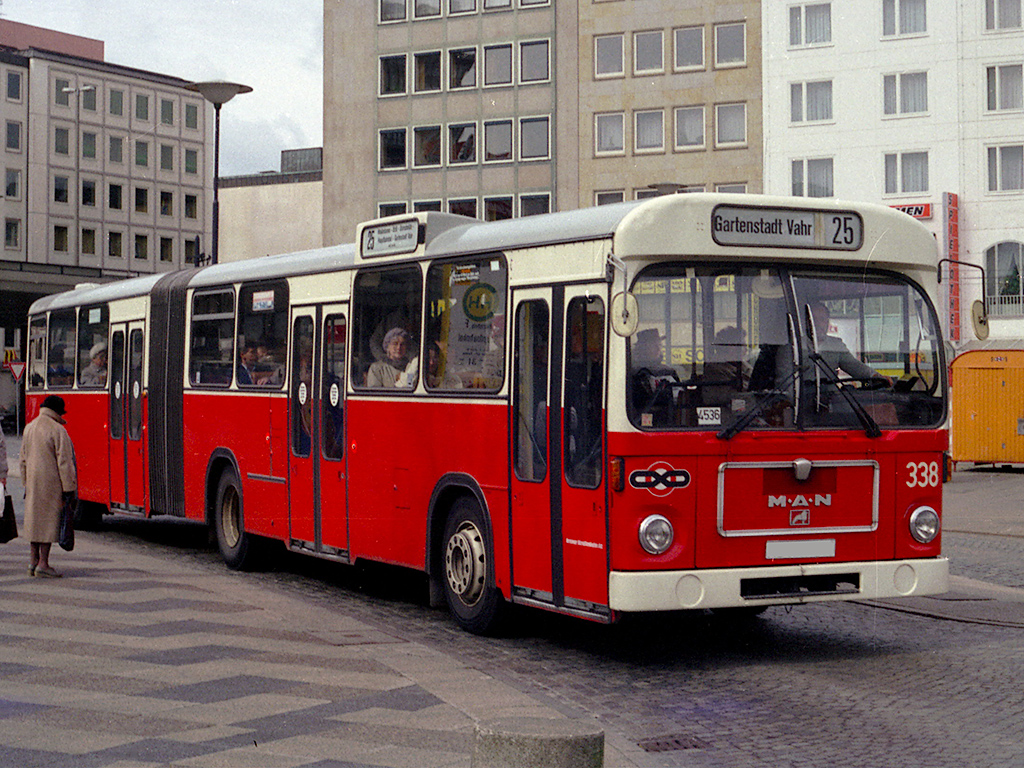
MAN/Göppel-Gelenkbus der BSAG mit Unterflurmotor im Vorderwagen und Elementen des Standardbusses

Vorgesehen wurde auch eine kleinere Version des Standard-Busses, die durch Verkürzung um einen Fensterteiler (1430 mm) auf 9,57 Meter Länge erreicht wurde. Diese wurde bis Anfang der 1970er Jahre von Büssing (BS 100 V) und Magirus-Deutz (170 S 10 H) angeboten und produziert. Angeregt wurde auch, einen „Gelenkzug-Motorwagen“ zu konstruieren. In Anlehnung an die VÖV-Vorgaben wurden anschließend Gelenkbusse von Aufbauherstellern wie Emmelmann, Göppel und Vetter sowie Anderthalbdecker von Ludewig und Vetter hergestellt. Diese hatten aber im Gegensatz zum Standard-Linienbus einen unterflur angeordneten Mittelmotor im Vorderwagen und dadurch bedingt einen höheren Wagenboden mit drei Trittstufen an den Türen. Magirus-Deutz lieferte bereits 1968 dreitürige Stadtbusse mit der Typbezeichnung 170 S 11 M mit Mittelmotor und Heckplattform an die Kölner Verkehrsbetriebe (KVB). Büssing fertigte 1970 eine Vorserie von sechs dreitürigen Heckmotorbussen für die Verkehrsbetriebe Zürich mit „Schweizer Front“ (Windschutzscheibe nach System Werkspoor), denen 1972/1973 82 Wagen BS 110 V-R folgten, die eine größere Leistung von 210 PS / 155 kW durch eine verbesserte Einspritzpumpe entwickelten.
Nach Entwicklung des Standard-Überlandbusses (StÜLB) gab es den Standard-Linienbus ab Anfang der 1970er Jahre anstatt mit der flachen VÖV-Front mit den beiden um eine horizontale Achse gebogenen Windschutzscheiben auch mit der mehr gerundeten StÜLB-Front, die die gerade nach vorn ausgestellten und an den Seiten um die Ecken gebogenen Windschutzscheiben hatte. Diese Front erhöhte die Wagenlänge um 17 cm.
Ab 1978 fertigte Daimler-Benz den bei FFG entwickelten Schubgelenkbus mit Heckmotor mit der Nutzung der patentierten Knickwinkelsteuerung des Gelenks als Mercedes-Benz O 305 G komplett in Eigenregie ohne Aufbauhersteller. Später baute auch Magirus-Deutz einen eigenen Gelenkbus mit Heckmotor, allerdings mit Antrieb über Kardanwelle durch das Gelenk auf die mittlere Achse. Für MAN baute weiterhin Göppel den Gelenkbus, nun allerdings auch mit Heckmotor aber weiterhin mit Antrieb der mittleren Achse über Kardanwelle ähnlich wie bei Magirus-Deutz.

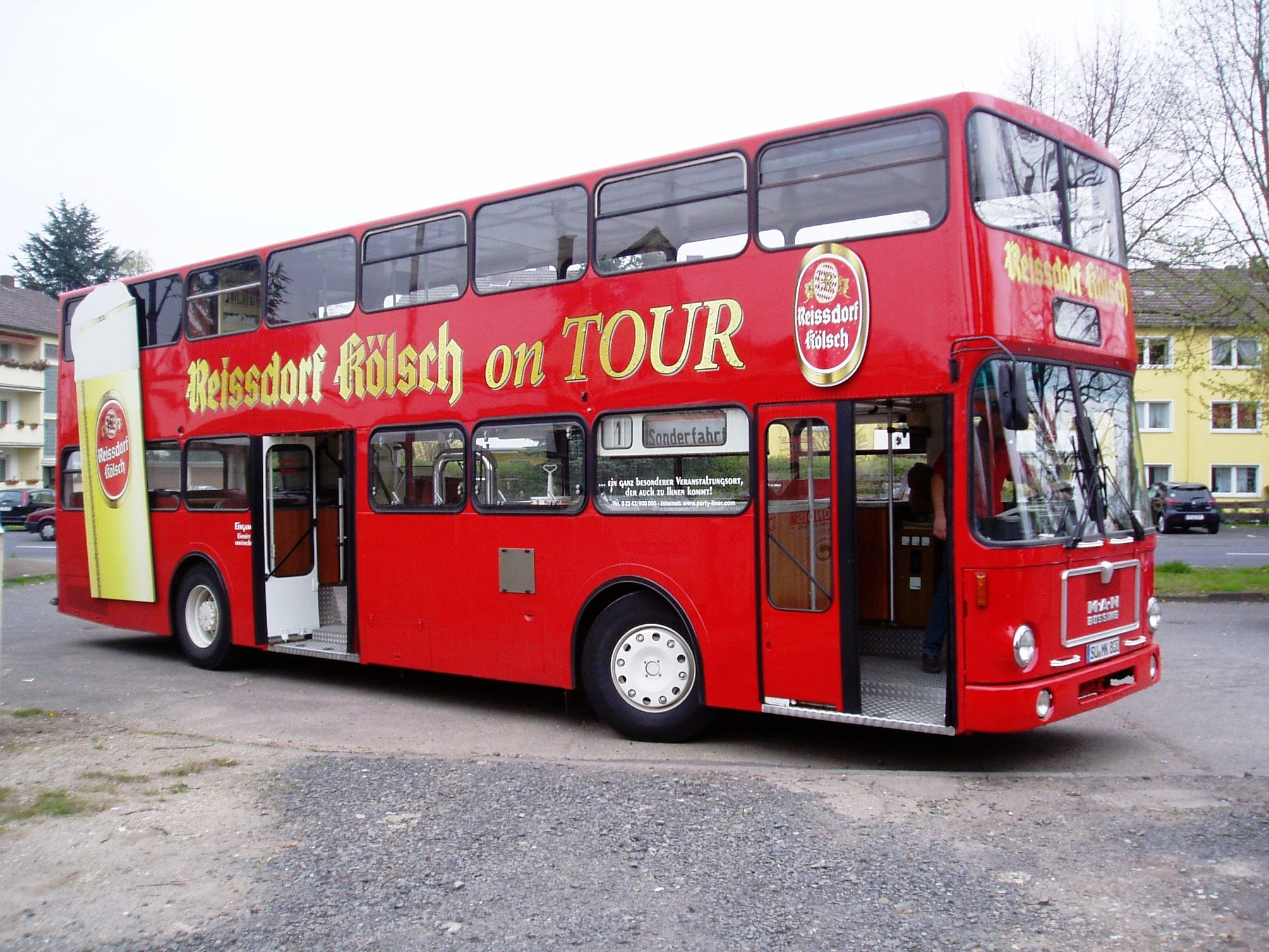
Standard-Doppeldecker MAN SD 200

Im Jahr 1972 entwickelten die Gaubschat Fahrzeugwerke zusammen mit den Berliner Verkehrs-Betrieben (BVG) im damaligen West-Berlin einen Doppeldeckerbus mit Heckmotor in Anlehnung an die VÖV-Empfehlungen. Dieser Standard-Doppeldecker (MAN SD 200) hatte einen sehr niedrigen Wagenboden (400 mm) und MAN-Komponenten. Die Aufbauten fertigte das Berliner Werk der Orenstein & Koppel (O&K), später auch die Thyssen Waggon-Union hauptsächlich für die BVG, aber auch für die Lübeck-Travemünder Verkehrsgesellschaft (LVG).
Mit Aufbauten und Lizenzfertigungen beschäftigten sich Heuliez in Frankreich (Aufbauten auf Fahrwerken von Mercedes-Benz), Berliet/Renault in Frankreich, Biamax in Griechenland (Aufbauten auf Fahrwerken von Mercedes-Benz), Jelcz in Polen (als Lizenz von Berliet), Pegaso in Spanien (als Lizenz von MAN) und die türkische MAN-Tochtergesellschaft MANAŞ. Die Busse von Gräf & Stift und Steyr wurden unter dem Namen „Gräf & Stift“ und „Gräf & Deutz“ (wenn ein Magirus-Deutz-Fahrwerk verwendet wurde) sowie „Steyr-Gräf“ verkauft. Gräf & Stift gehörte ab 1971 zur MAN, die Nutzfahrzeugproduktion von Steyr kam ab 1989 ebenfalls hinzu. Die Fahrwerke und Motoren von Daimler-Benz und MAN wurden auch von Kässbohrer (Setra), Auwärter Neoplan und Vetter für den Bau von Linienbussen verwendet, die jedoch in wesentlichen Punkten nicht den Standardisierungs-Richtlinien entsprachen. So hatten beispielsweise die meisten Gräf & Stift-Wagen (MAN) keinen Heckmotor, dafür aber einen zusätzlichen Einstieg am Heck.
1979 wurde von der ÖAF - Gräf & Stift AG im Auftrag der MAN ein Gelenk-O-Bus-Prototyp mit den VÖV-Standard-Linienbus-Maßen gebaut, der für eine Langzeit-Erprobung im Solinger O-Bus-Netz vorgesehen war. Der 17,32 m lange dreitürige Gelenkbus mit einem zulässigen Gesamtgewicht von 26 t hatte einen im hinteren Fahrzeugteil untergebrachten Reihenschlussmotor mit einer Leistung von 170 kW, der sowohl die letzte Achse als auch über eine weitere Gelenkwelle durch das Gelenk hindurch auch die mittlere Achse antrieb, die beide doppelt bereift waren. Im Heck war rechts als Hilfsmotor für stromlose Abschnitte ein 4-Zylinder-Verbrennungsmotor (63 kW) mit Automatikgetriebe untergebracht, der über Magnetkupplung und Kettenantrieb durch den E-Motor auf beide Antriebsachsen wirkte. Der Bus mit einer Fußbodenhöhe von 73,5 cm hatte 55 Sitz- und 105 Stehplätze. Der Wagen war mit dem StÜLB-Bug, der die Wagenlänge um 17 cm gegenüber dem VÖV-Bug vergrößert, versehen. Die Verglasung des Prototyps mit nach unten vergrößertem Fahrerfenster und bis zur seitlichen unteren Fensterlinie reichenden hinteren Heck- und Eckfenstern entsprach den damaligen Münchner MAN-Stadtbussen.
Die VÖV-Busse verbreiteten sich schnell, es gab fast keine Stadt in der Bundesrepublik Deutschland, in der die Fahrzeuge nicht eingesetzt wurden. Auch im Ausland waren sie zahlreich unterwegs, einerseits durch ausländische Lizenzfertigung und andererseits durch Exporte der deutschen Hersteller. So waren sie auch zahlreichen Städten in Österreich zu sehen, und mehrere fremdkarosserierte Mercedes-Benz O 305 fanden unter anderem auch ihren Einsatz in Australien.
Andererseits existierten in einigen Fällen auch im Ausland hergestellte Standard-Linienbusse, die in Deutschland verkehrten. So etwa Fahrzeuge von Ikarus der VHH in Hamburg, Norderstedt und Neumünster sowie Renault im Saarland, letztere verfügten über eine abweichende Front- und Heck-Gestaltung.
Auch einzelne Elemente des deutschen Standard-Busses wie das zentrale Elektrofach oder die blendarme gewölbte Windschutzscheibe wurden von weiteren in- und ausländischen Omnibusherstellern übernommen, darunter beispielsweise von Volvo aus Schweden für seine Linienbusse. Diese gelangten wiederum ebenfalls in zahlreiche Länder; zum Teil befinden sie sich bis heute im Einsatz.
Die Standard-Linienbusse der ersten Generation bewährten sich nach anfänglichen Schwierigkeiten gut und kamen sowohl bei den Fahrern als auch den Fahrgästen gut an. Zudem zeichneten sie sich in den späteren Jahren durch eine solide bauliche Qualität aus, die zusammen mit den Polstersitzen und der Luftfederung für Fahrkomfort sorgte.

### Zweite Generation: SL II

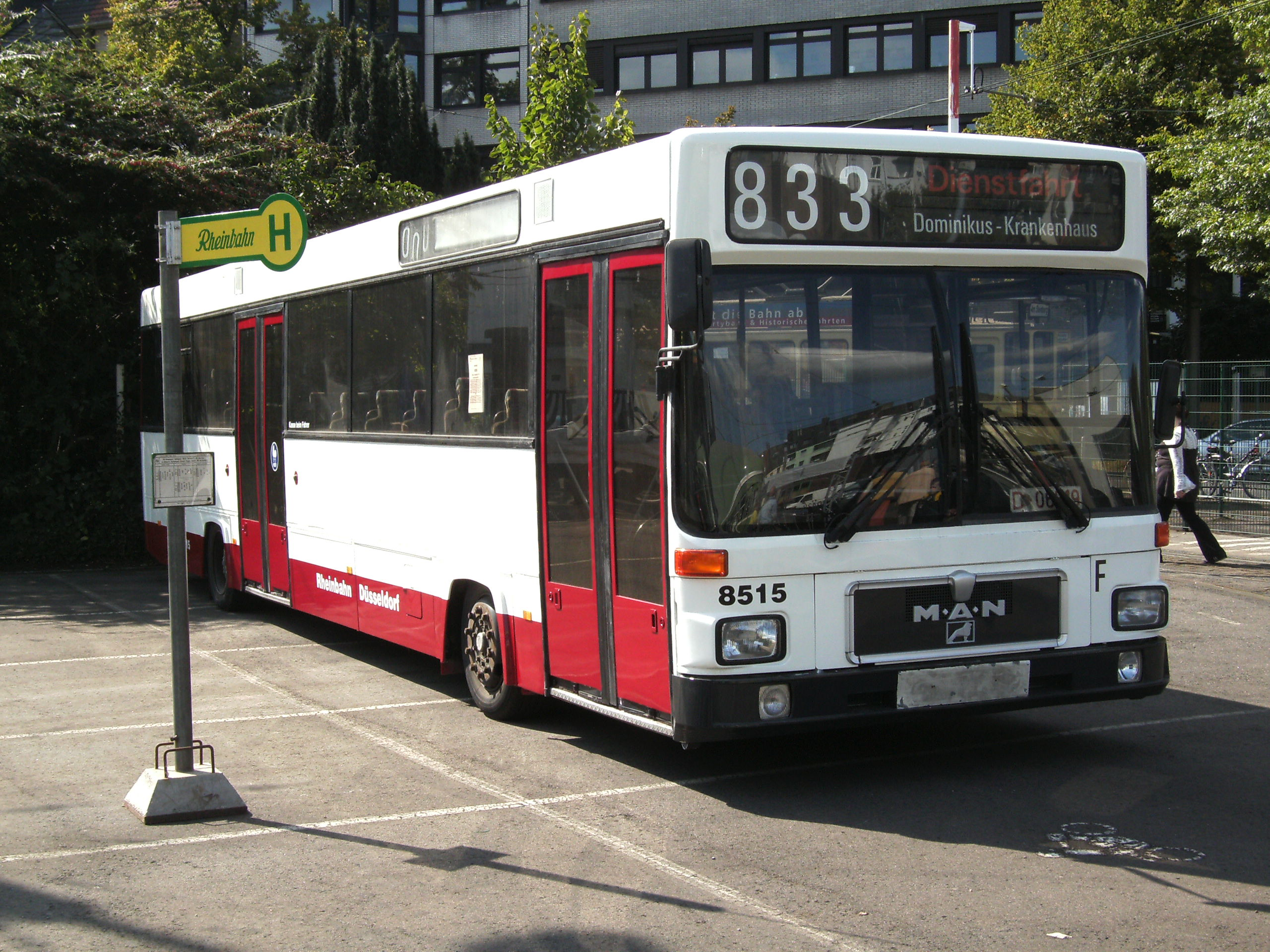
S 80 von MAN mit kleinen 55-%-Rädern in Düsseldorf

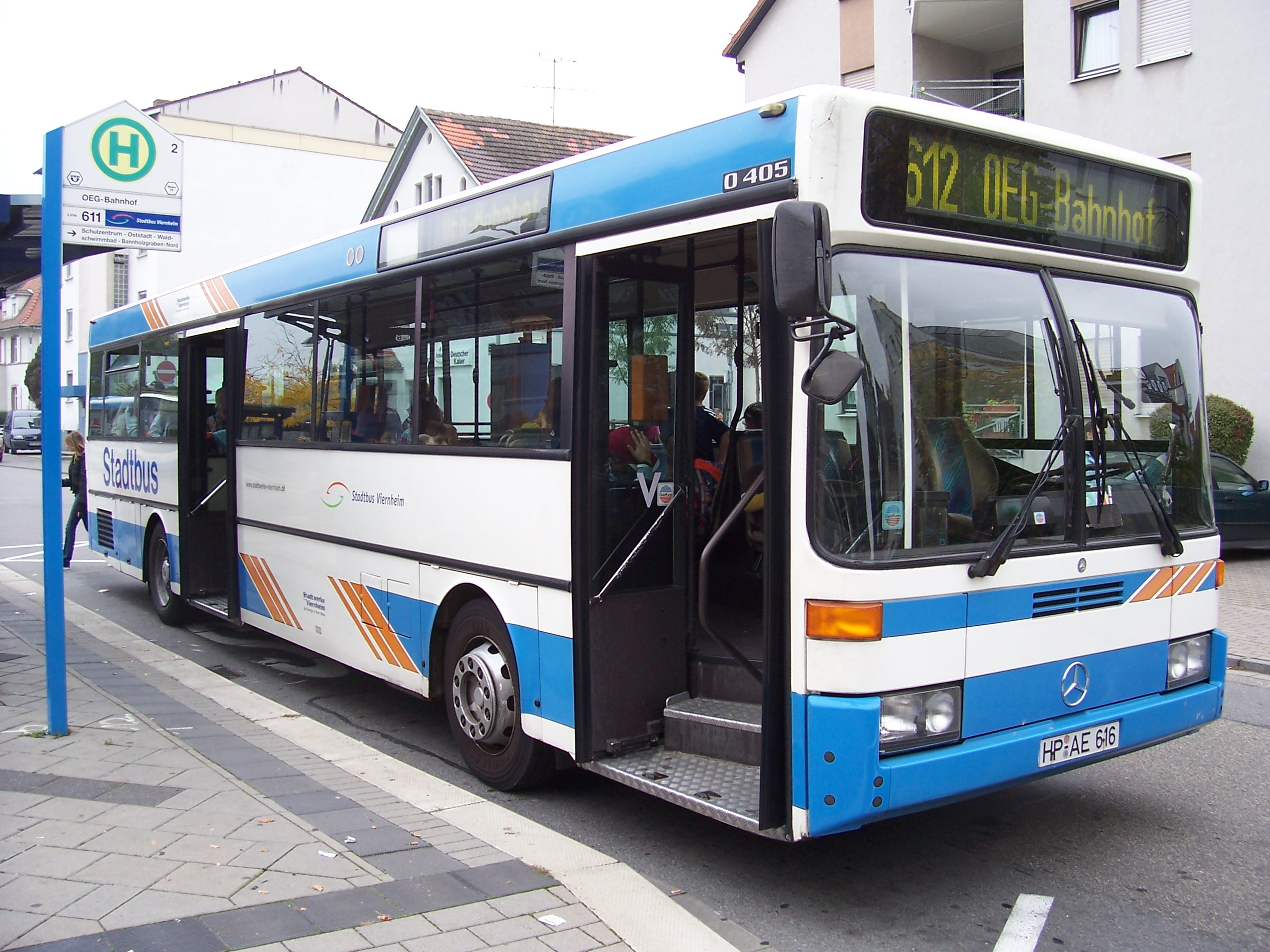
SL II von Mercedes-Benz (Stadtbus; Typ O 405)

Mitte der 1970er Jahre stellte der VÖV Überlegungen zum Nachfolger des VÖV-Busses der ersten Generation an. Dabei sollten unter anderem die Informationseinrichtungen verbessert und der Sitzteiler etwas vergrößert werden, was eine größere Gesamtlänge zur Folge hatte. Insbesondere sollte aber die Einstiegssituation verbessert werden. Um die Höhe des Fahrzeugbodens zu verringern, und nur noch eine Stufe im Fahrzeug zu haben, wurden kleinere Räder mit sogenannten 55-Prozent-Niederquerschnitts-Reifen vorgesehen (50er Reifen). Die FFG, die schon an der Entwicklung des VÖV-Busses der ersten Generation maßgeblich beteiligt war, stellte 1976 mit finanzieller Unterstützung des Bundesministeriums für Forschung und Technologie (BMFT) einen Versuchsbus vor, nach dessen Erprobung bei der Hamburger Hochbahn (HHA) und anderen Verkehrsbetrieben weitere 22 Prototypen als sogenannter S 80 (Stadtbus der 1980er Jahre) folgten. Die Motorleistung sollte gemäß den Entwicklungszielen mindestens 176,5 kW (240 PS) betragen. Prototypen der Hersteller Daimler-Benz, MAN, Auwärter Neoplan, Kässbohrer Setra und Iveco Magirus folgten zu Beginn der 1980er Jahre. Im Jahr 1982 wurden drei Prototypen eines Gelenkbusses G 80 der MAN mit Heckmotor und Antrieb über Kardanwelle auf die zweite Achse bei der Rheinbahn in Düsseldorf getestet.
Nach der zweijährigen Erprobung der S 80 bei acht verschiedenen Verkehrsbetrieben wurde die Typenempfehlung des VÖV zum sogenannten SL II (Standard-Linienbus, zweite Generation) überarbeitet. Die 55-Prozent-Reifen bewährten sich nicht, da sie den Fahrkomfort verschlechterten und aufgrund des geringeren Abrollumfangs auch verschleißanfälliger waren und Probleme bei den Bremsen verursachten, sodass jetzt eine 70-Prozent-Bereifung (70er Reifen) vorgesehen wurde. Die Typen- und Konditionenempfehlung für den Standard-Linienbus SL II des VÖV (von 1983) sah eine Wagenlänge von 11.475 mm bei einem Radstand von 5.875 mm vor, die Fußbodenhöhe von vorn bis zur Mitteltür lag jetzt bei 710 mm, die Türbereiche wiesen wieder zwei, allerdings kleinere Stufen von 195 mm auf. Es waren verschiedene Bestuhlungen vorgesehen mit 38 bzw. 44 Sitzplätzen.

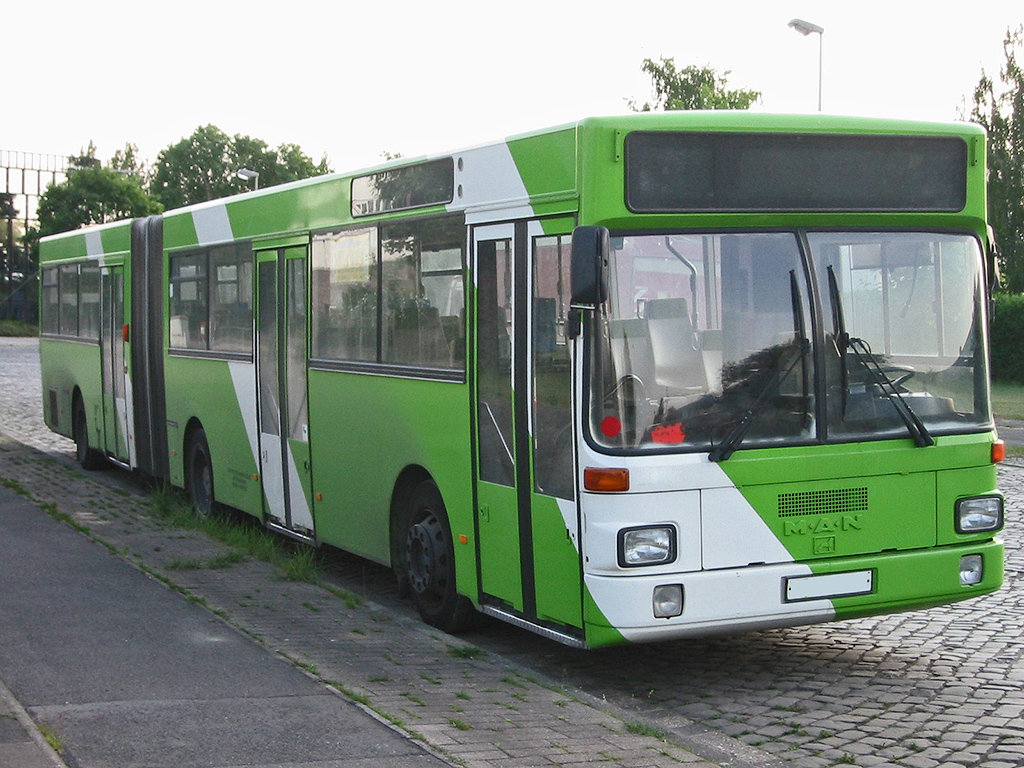
MAN-SG-Gelenkbus der zweiten Generation

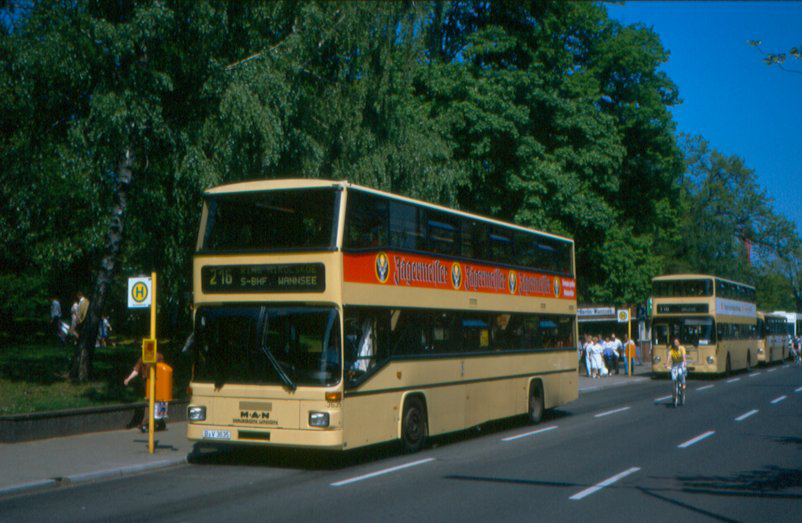
Doppeldecker MAN SD 202 für Berlin der an die Standard-Busse der zweiten Generation angelehnt war

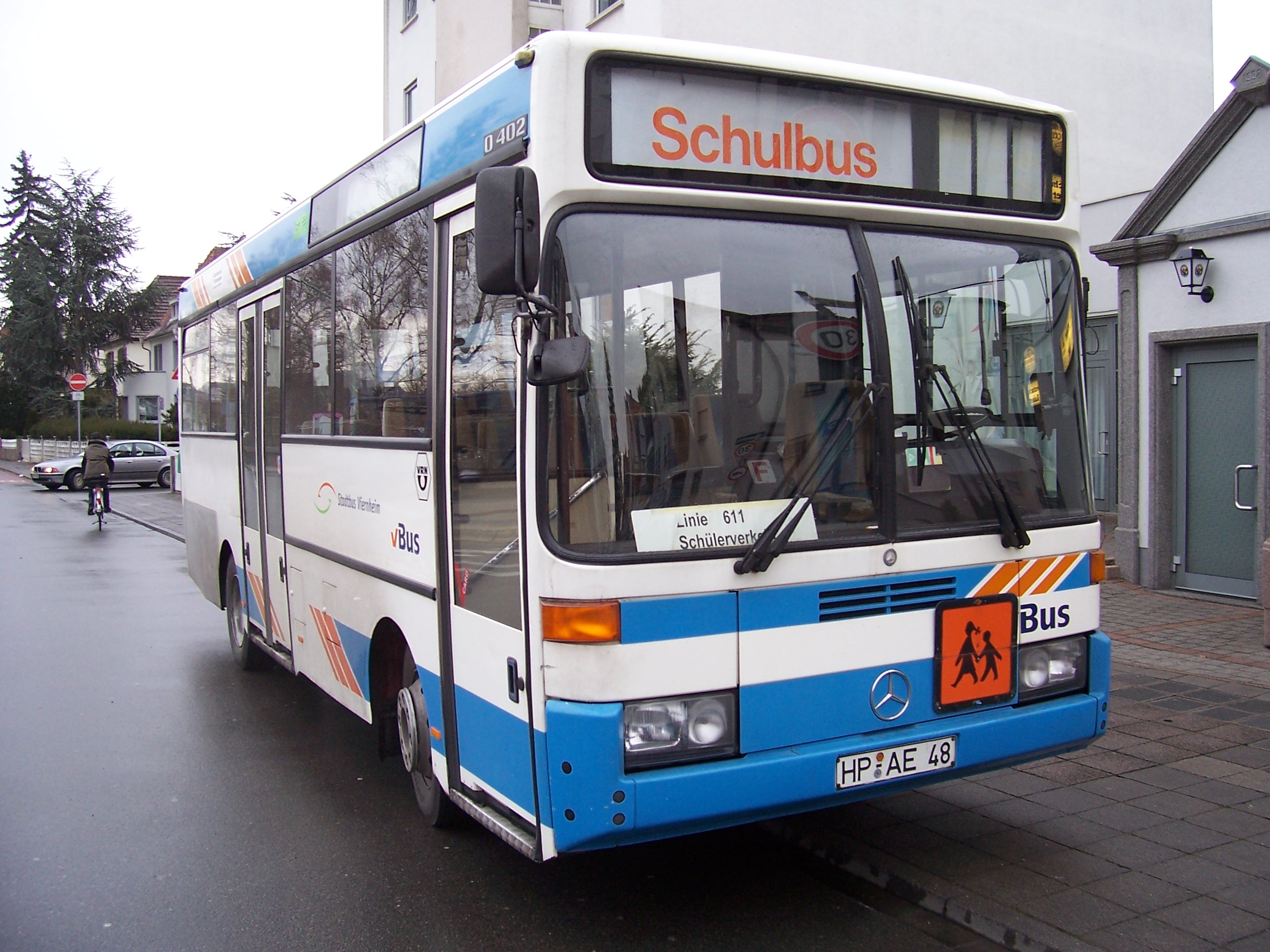
Midibus Mercedes-Benz O 402, gebaut von Göppel

Ab 1984 begann die Serienfertigung der Standardlinienbusse der zweiten Generation bei den Herstellern MAN (SL 202), Daimler-Benz (MB O 405) und Auwärter Neoplan (N 416). Daimler-Benz entwickelte und baute – wie schon bei den eigenen Gelenkbussen der ersten Generation – erneut einen Schubgelenkbus-Typ mit Antrieb auf die dritte Achse (O 405 G). Die Hersteller Magirus-Deutz, Kässbohrer Setra und Büssing konnten keinen SL II mehr produzieren. Büssing war bereits 1971 vollständig von der MAN übernommen und Magirus-Deutz hatte als Teil der Iveco seine Busproduktion in Deutschland 1982 eingestellt. Kässbohrer Setra hatte zwar auch einen Standard-II-Bus beim Augsburger Karosseriebauer Göppel für sich entwickeln lassen, wurde jedoch aufgrund eines angedrohten Motorenboykotts der Hersteller Daimler-Benz und MAN daran gehindert, seinen Standardbus in Serie zu bauen. Kässbohrer entwickelte daraufhin seine Modelle S 215 SL (Stadtlinienbus) und S 215 UL (Überlandlinienbus) aus der 200er Reisebus-Serie lediglich mit einigen Standardbus-Elementen. Letzterer Bustyp, der Setra S 215 UL, wurde einer der beliebtesten Überlandbusse in den 1980er und 1990er Jahren.
Auch vom VÖV SL II der zweiten Generation gab es mit dem MAN SD 202 wie schon beim VÖV SL I eine Doppeldecker-Variante, die in den Fahrzeuggesamtangeboten von MAN auch als „Standard-Doppeldecker der II. Generation“ bezeichnet wurde. Diese von MAN (Fahrwerk, Motor) und Waggon Union (Aufbau) gebauten Fahrzeuge waren optisch stark an die SL-II-Busse angelehnt, wobei der größte konstruktive Unterschied gegenüber dem SL II die niederflurige Ausführung des Wagenbodens ohne Stufen an den Einstiegen war (die später erschienene Niederflur-Version ND 202 kann aufgrund weiterer signifikanter Unterschiede nicht mehr zu den Standard-Bussen gerechnet werden). Wie der Vorgänger MAN SD 200 wurden die MAN SD 202 an die BVG und an die LVG in Lübeck geliefert, hier mit der kürzer (größer) übersetzten Hinterachse, wobei sie bei der BVG interne Bezeichnungen nach Baujahren (beispielsweise D 88 und D 89) erhielten.
In Anlehnung an den SL II wurden auch Midibusse produziert, die kürzer (Neoplan N 4007, MAN SM 152) und teilweise auch schmaler waren (Mercedes-Benz O 402).
Die VÖV-Busse der zweiten Generation verbreiteten sich auch dieses Mal rasch im gesamten Bundesgebiet. Im Ausland waren sie diesmal jedoch weniger erfolgreich, da Lizenzversionen praktisch nur noch bei Gräf & Stift in Österreich entstanden und andere große ausländische Hersteller wie Renault und Heuliez in Frankreich und IVECO in Italien selbst entwickelte Fahrzeuge auf ihren jeweils heimischen Markt brachten. Im Fall von IVECO konnte dabei ab 1975 auch auf die Erfahrung bei (in der IVECO aufgegangenen) Magirus zurückgegriffen werden: beim FIAT 470/570/670 und IVECO Effeuno auf den SH 110 bzw. L 117, beim IVECO TurboCity auf den L 118. Die ausländischen Hersteller sorgten somit für eine größere Konkurrenz, wenngleich auch diesmal einige Exporterfolge der deutschen Hersteller zu verzeichnen waren.

## Standard-Überlandbus (StÜLB und Ü 80)

### Erste Generation: StÜLB

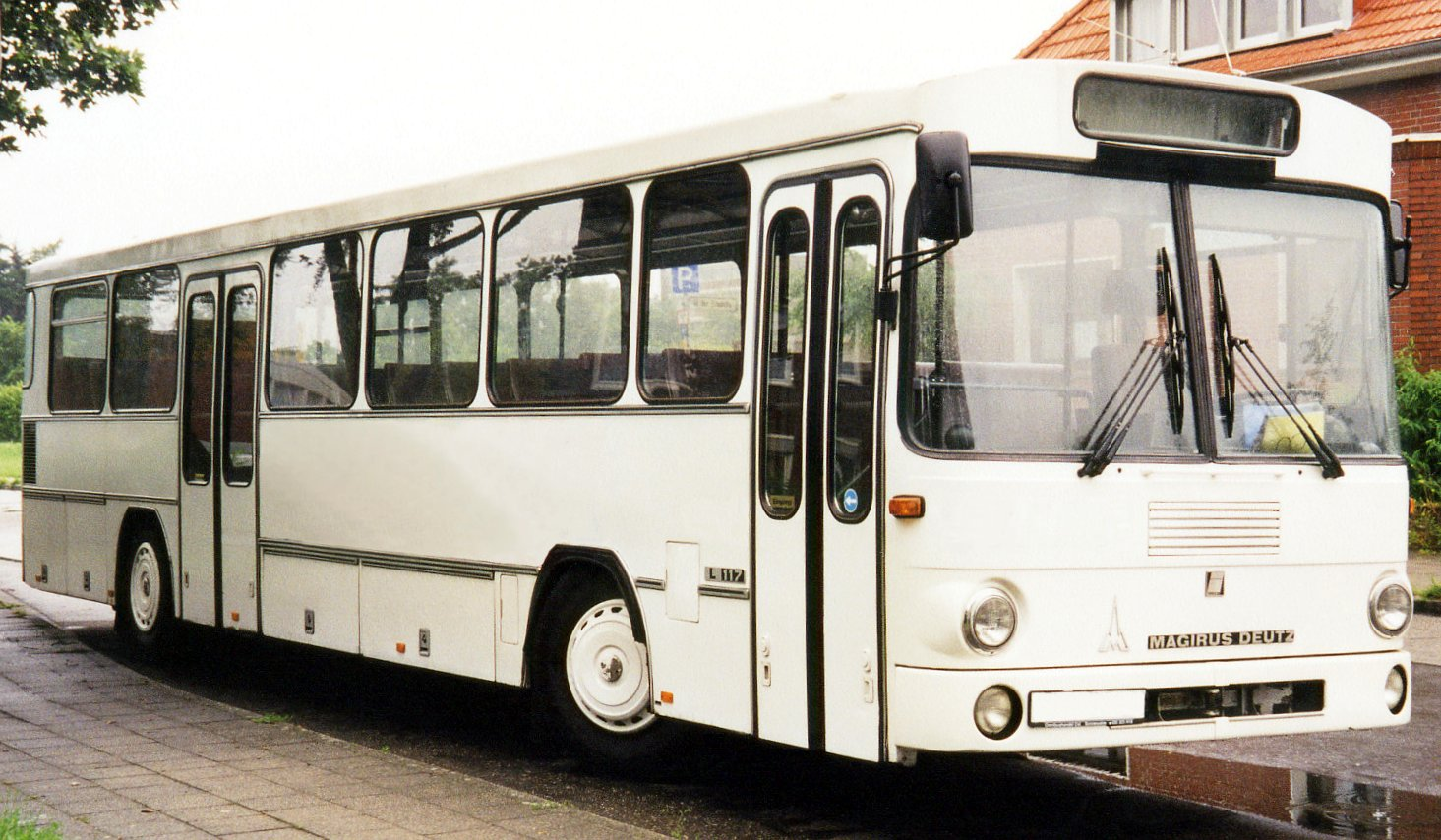
StÜLB Magirus-Deutz L 117

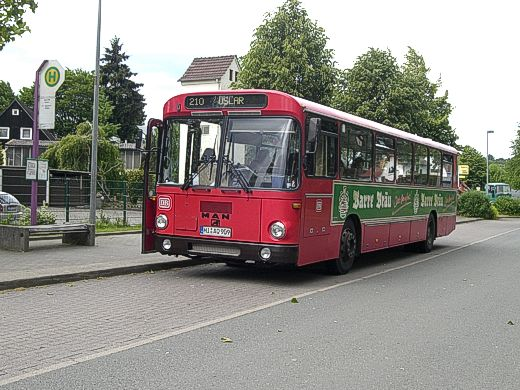
StÜLB MAN SÜ 240 von 1987 als Bahnbus

Nach den positiven Erfahrungen mit dem VÖV-Bus wurden Forderungen laut, auch für Überland-Linien vereinheitlichte Busse zu bauen. Ein Arbeitskreis von Bundesbahn, Bundespost (Kraftpost), Nichtbundeseigenen Eisenbahnen (BDE) und im Verband BDP zusammengeschlossenen Unternehmen erarbeitete ein neues Lastenheft für einen Standard-Überlandbus (StÜLB). Im Jahr 1973 wurde eine besondere Richtlinie zum Bau eines Standard-Überlandlinienbusses (StÜLB) herausgegeben. Er war etwas länger (11,7 Meter) als der VÖV-Bus, bot mehr und bequemere Sitzplätze (53, Sitzteiler 720 mm), hatte einen etwas höheren Wagenboden (900 mm) für Unterflur-Kofferräume, Außenschwingtüren (vorn nur einfachbreit), außerdem eine abgerundetere Front mit vertikal an den Seiten gebogenen Windschutzscheiben. Büssing baute den ersten Prototyp des StÜLB bereits 1971, die anderen drei Hersteller Magirus-Deutz, MAN und Daimler-Benz präsentierten 1972 ihre Prototypen nach diesen Vorgaben.
Die Serienfertigung begann wenig später. Durch die Eingliederung von Büssing in den MAN-Konzern fiel einer der vier Hersteller allerdings wieder weg. Der StÜLB wurde besonders zahlreich an die Deutsche Bundespost und die Deutsche Bundesbahn geliefert. Hersteller der Bahn- und Postbusse waren zunächst Magirus-Deutz und Daimler-Benz, später auch MAN. Vom STÜLB I wurden bis April 1988 von allen Herstellern zusammen etwa 10.600 Komplettfahrzeuge hergestellt.
Auf Basis des StÜLB entstanden bei Magirus-Deutz als einzigem Hersteller dieser Lösung auch Kombibusse des Typs L 117 P: Hier wurden die Sitze auf höhere Podeste gestellt, um das Kofferraumvolumen zu erhöhen. Außerdem wurde statt des Mittelausstiegs eine einfachbreite Tür hinter der Hinterachse angeboten. Es gab vom Magirus-Deutz L 117 auch besondere Versionen etwa als Reisebus von Karosseriebauern, z. B. von Voll (Würzburg) und Padane (Italien).
Da die Frontgestaltung des StÜLB gefälliger war als die der VÖV-Busse wurden auch die VÖV-Stadtbusse nun fakultativ mit dem Frontdesign des StÜLB angeboten. Bei MAN führte dies dazu, dass die Stadtbusse nach VÖV-Vorgaben dann überwiegend mit StÜLB-Front ausgeliefert wurden. Andererseits war der Überlandbus auch mit doppeltbreiter Vordertür wie beim VÖV-Bus lieferbar, verschiedene Hersteller boten auch andere Türanordnungen an (beispielsweise schmale Mitteltür bei MAN, schmale Hecktür bei Magirus-Deutz).

### Zweite Generation: Ü 80 / StÜLB II

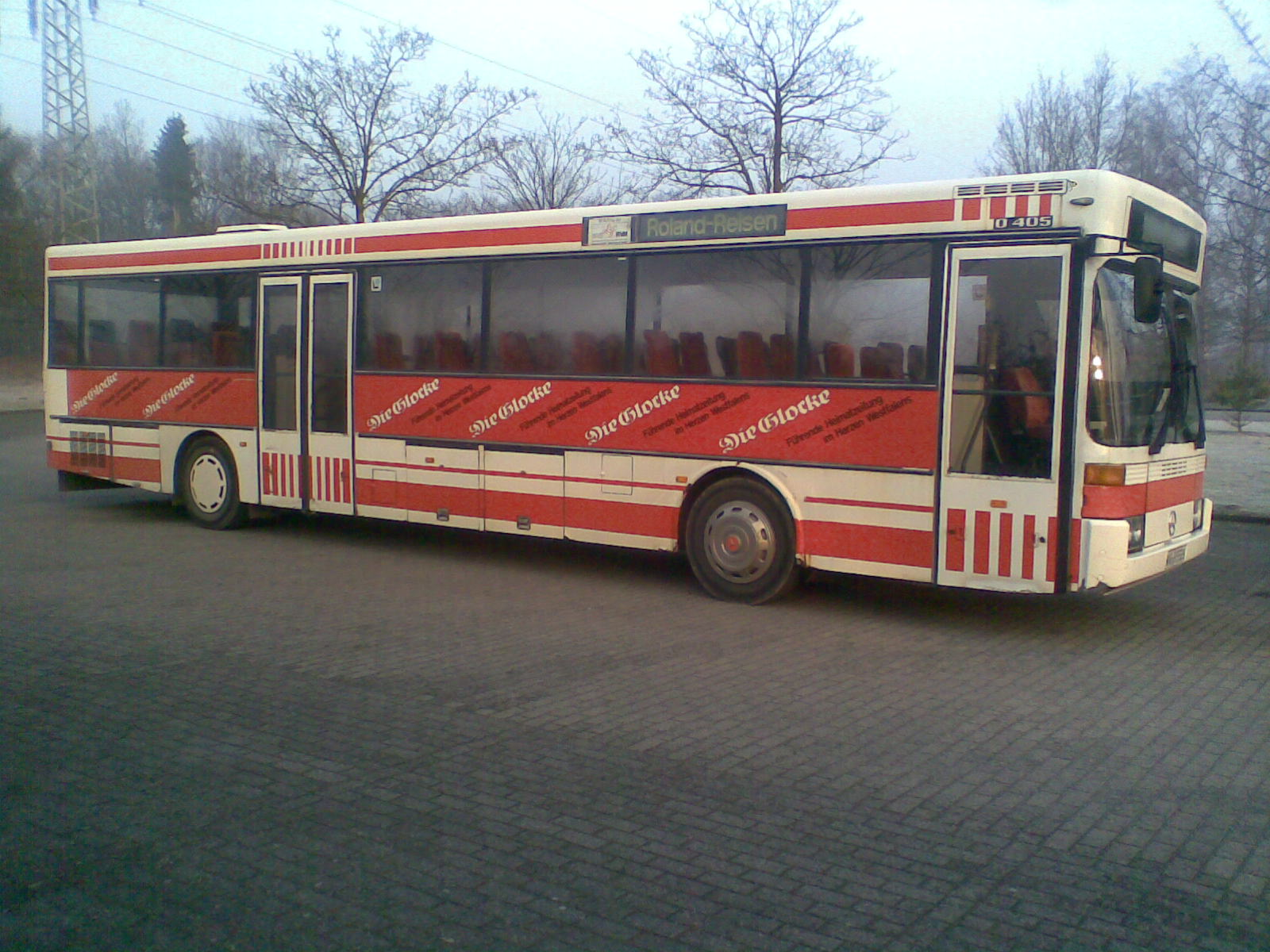
Vom Baujahr 1982 war dieser Mercedes-Benz Ü 80 (Prototyp des Mercedes-Benz O 407)

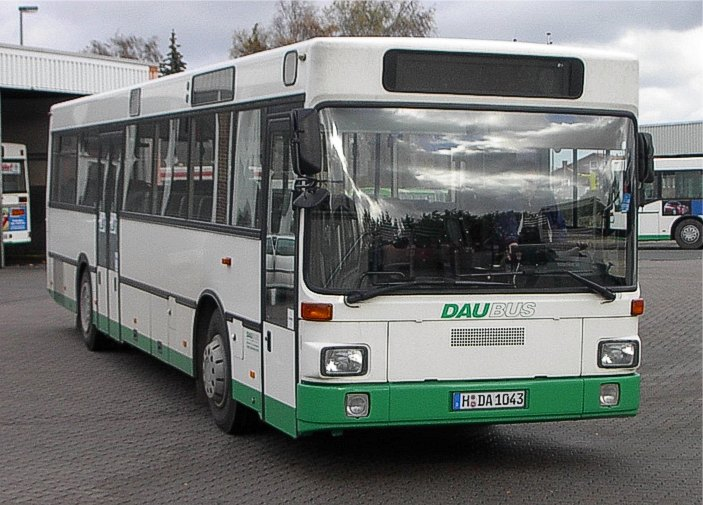
Standard-Überlandbus MAN SÜ 242

Bis März 1979 wurde, wieder mit finanzieller Beteiligung des BMFT, bei den FFG der Prototyp der zweiten Überlandvariante hergestellt, bezeichnet als Ü 80. Er hatte mehr Gemeinsamkeiten mit dem SL II als der StÜLB I mit dem SL I, er unterschied sich durch eine etwas größere Wagenlänge (11.850 mm bei 6.150 mm Radstand) für 14 Sitzreihen (51 Sitzplätze), kleinere Fahrtzielanzeige vorn und eine bessere Heizungswirkung. Der Bus war mit Reifen der Größe 11/70 R 22,5 ausgerüstet, der Fahrzeugboden lag vorn 760 mm und in der Mitte 860 mm über der Fahrbahnhöhe und konnte über zwei 190 mm bzw. 240 mm hohe Stufen im Bus erreicht werden. Der von FFG gebaute Prototyp verfügte in der Mitte über eine doppeltbreite Außenschwingtür, vorn doppeltbreite Innenschwingtür, für die Serie waren Außenschwingtüren (vorn einfachbreit einflügelig) vorgesehen. Dieser Prototyp wurde vom 23. November 1979 bis zum 15. Oktober 1981 bei den PVG, der KVG Stade und bei Friedrich Jasper Rund- und Gesellschaftsfahrten in Hamburg getestet. Ab Ende 1981 wurden von Daimler-Benz, IVECO Magirus, Auwärter Neoplan und Kässbohrer Setra insgesamt 19 Vorserien-Fahrzeuge gebaut und bei 13 Verkehrsbetrieben in verschiedenen Gebieten der BRD getestet. MAN baute zwei Fahrzeuge erst später und nutzte sie nur intern.
Für Daimler-Benz z. B. baute FFG 1982 fünf Prototypen. Die Serienwagen wurden von Daimler-Benz (Mercedes-Benz O 407) und von Auwärter Neoplan (N 416 Ü) hergestellt. MAN baute den StÜLB I (SÜ 240) noch bis 1989 weiter. Ab 1987 wurde dann der auf dem Ü-80-Prototyp basierende MAN SÜ 242 gebaut, der den SÜ 240 später ersetzte.
Von IVECO Magirus und Kässbohrer entstanden Prototypen, eine Serienfertigung des Ü 80 kam bei diesen Herstellern jedoch nicht zustande: Kässbohrer gab dieses Projekt nach wenigen gebauten Versuchsfahrzeugen zugunsten des eigenständigen Setra S 215 UL auf, nachdem die Hersteller MAN und Daimler-Benz mit einem Motoren-Lieferboykott gedroht hatten. Der S 215 UL entwickelte sich später zum erfolgreichsten Überlandbus seiner Zeit. Magirus, seit 1975 in der IVECO eingegliedert, konstruierte noch den Ü-80-Überlandbus 240 L 118, von dem sieben Prototypen gebaut wurden, stellte seine Busproduktion in Deutschland jedoch im Jahr 1982 ein. Diese Konstruktion diente allerdings als Basis für die IVECO-Baureihe TurboCity, deren Anpassung an italienische Verhältnisse – u. a. drei bzw. vier breite Doppeltüren – bis 1988 dauerte.

## Standard-Linienbus-Modelle

### Erste Generation (SL I)
- Büssing: Präfekt 11 Standard, Präfekt 13 Standard, Präfekt 14D Standard, BS 100 V, BS 110 V, BS 117 SÜ
- Magirus-Deutz: M 170 S 11 H, M 170 S 10 H, M 170 SH 110, M 200 SH 110, M 230 SH 110, M 260 SH 110, M 260 SH 170, M 230 L 117 und M 260 L 117
- MAN: 750 HO-SL / SL 192, SL 200, 890 SG / SG 192, SG 220, SG 240 H, SG 280 H, SD 200, SÜ 240, MAN / Gräf & Stift SG
- Daimler Benz: Mercedes-Benz O 305, O 305 G, O 305 OE, O 307
- Ikarus 190
- Heuliez O 305, O 305 G (Aufbauten auf Fahrwerken von Mercedes-Benz, anderes Heck)
- Berliet / Renault PR 100, ER 100, PR 180 (jeweils andere Front und anderes Heck)
- Pegaso mit Ähnlichkeiten zum MAN SL 200

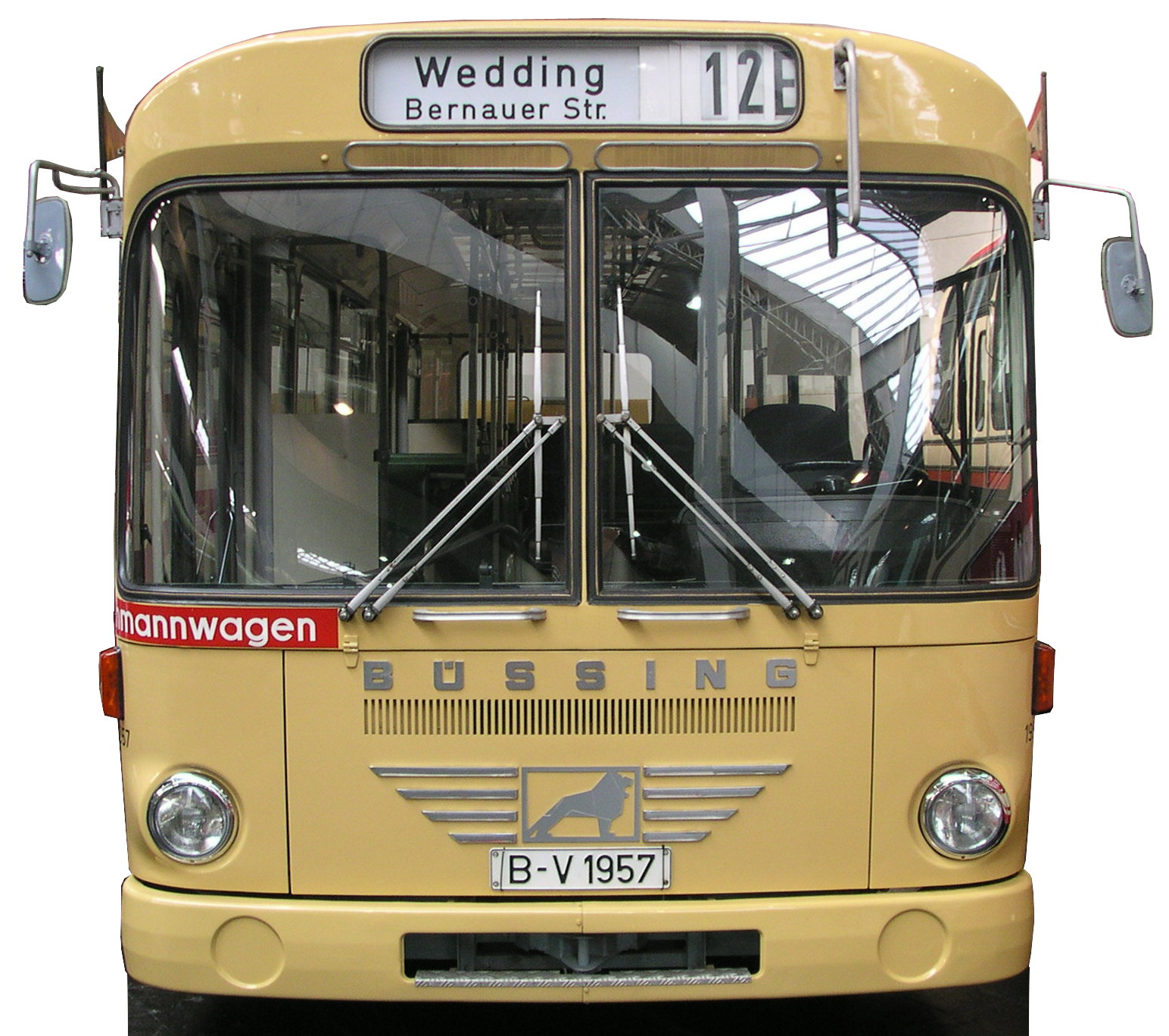
Büssing BS 110V-SL mit MAN-Karosserie
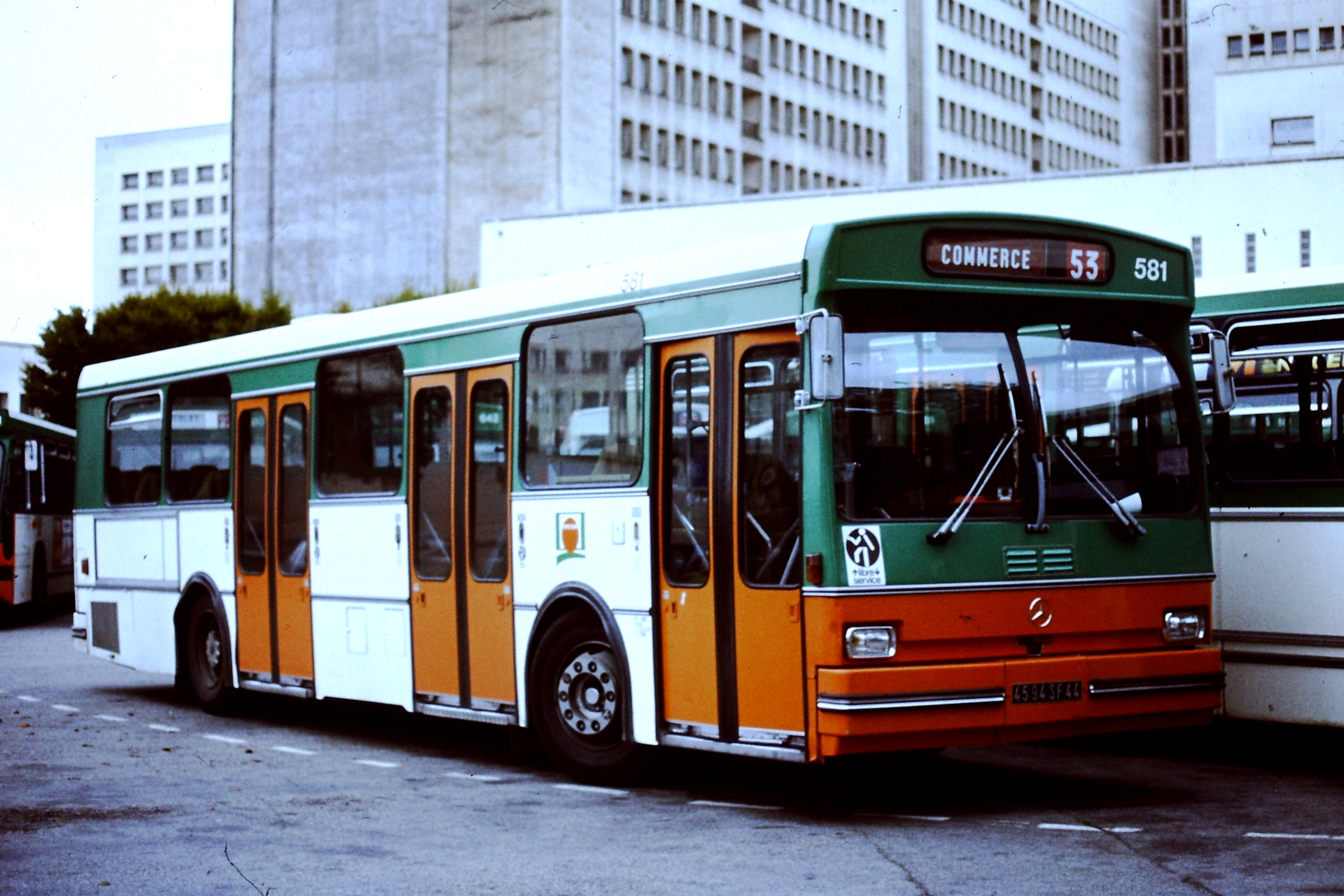
Dreitüriger Heuliez O 305
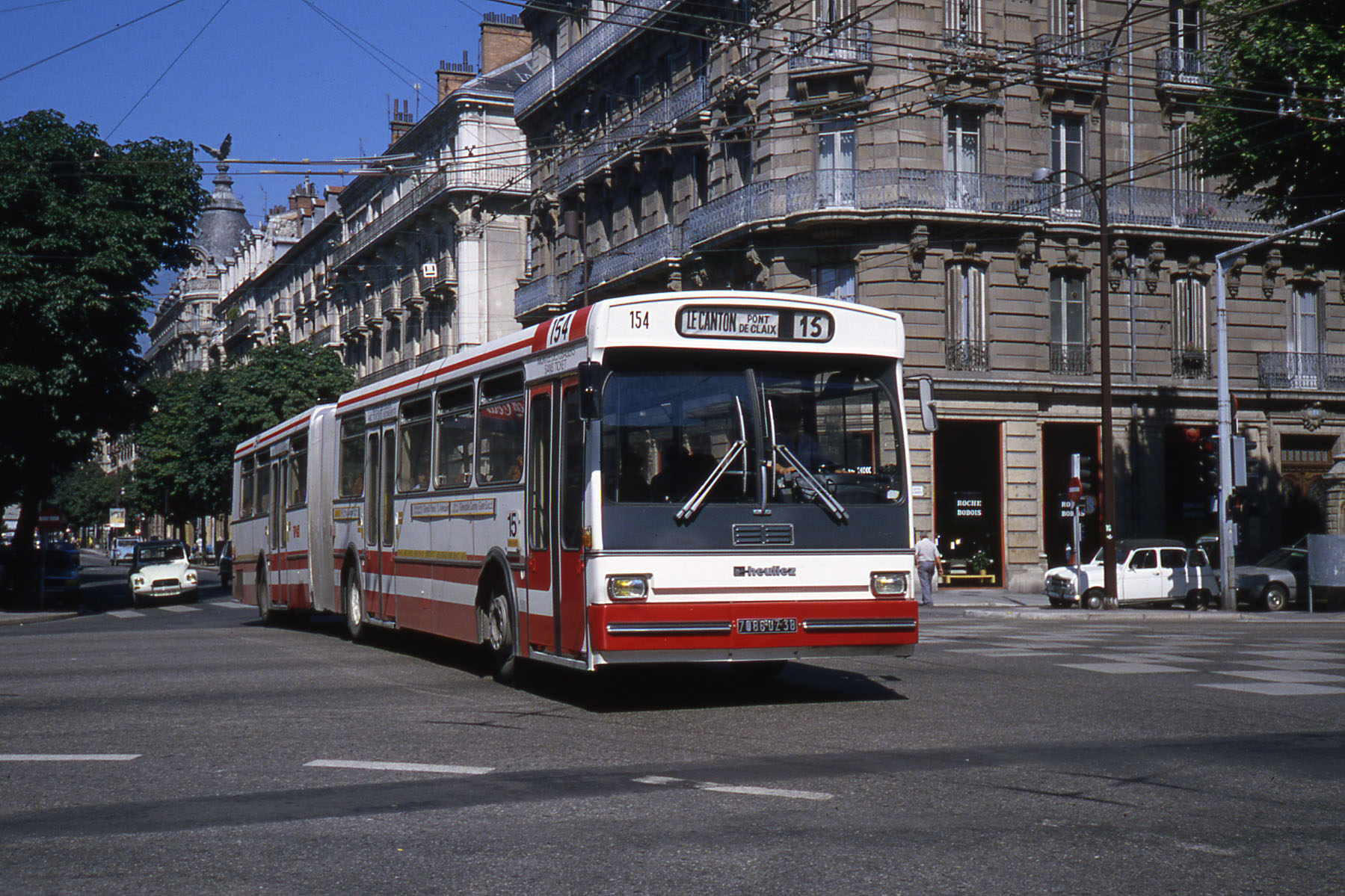
Schubgelenkbus Heuliez O 305 G in Grenoble
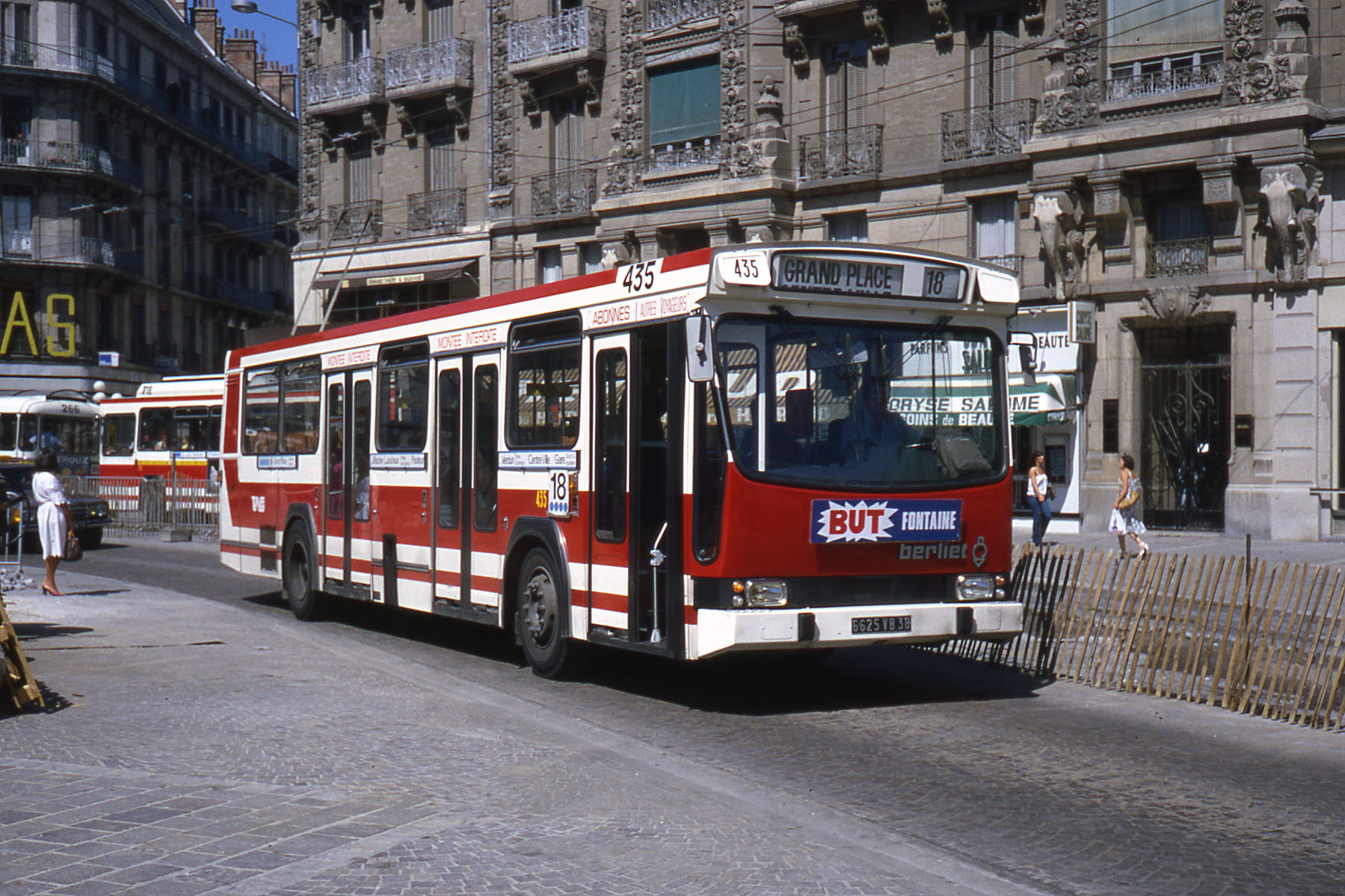
Dreitüriger Berliet PR 100 in Grenoble
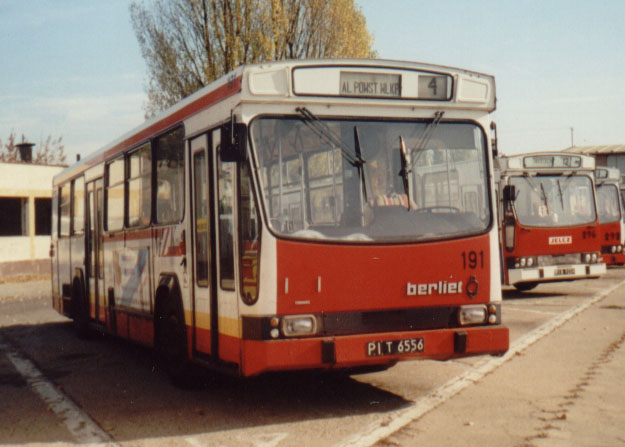
Berliet PR 100 in Polen (rechts ein Jelcz gleicher Bauart)
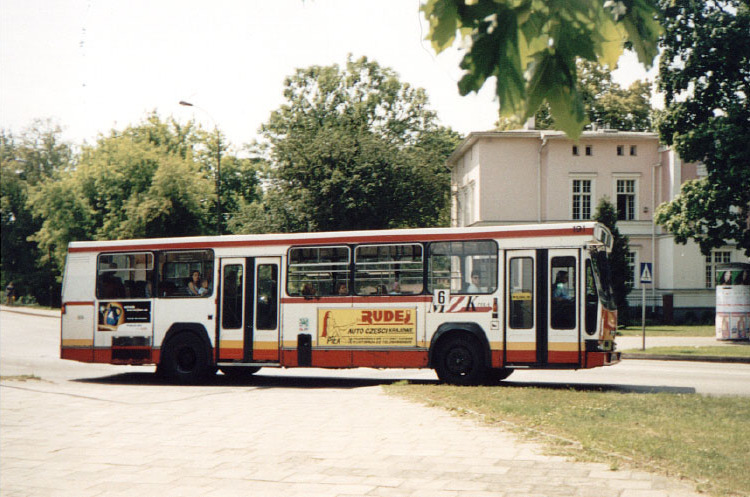
Berliet PR 100 von der Seite mit eckigen Rad-Ausschnitten
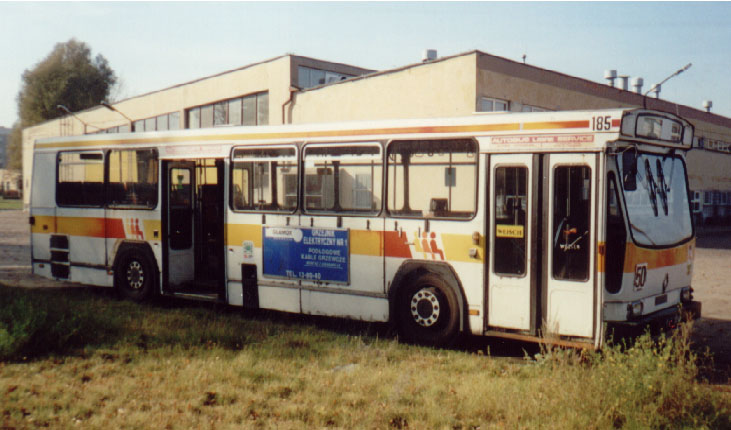
Renault PR 100
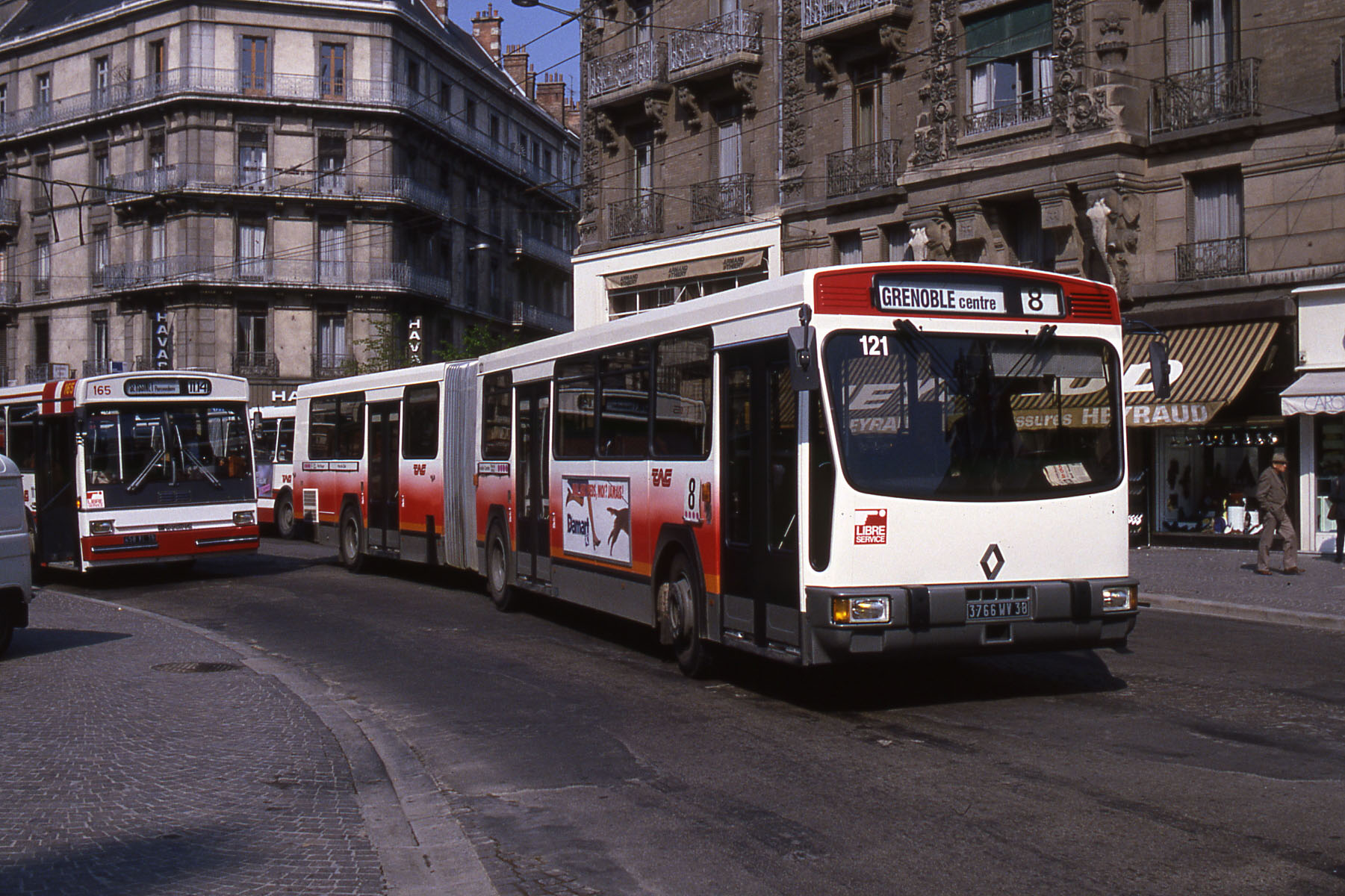
Schubgelenkbus Renault PR 180 in Grenoble
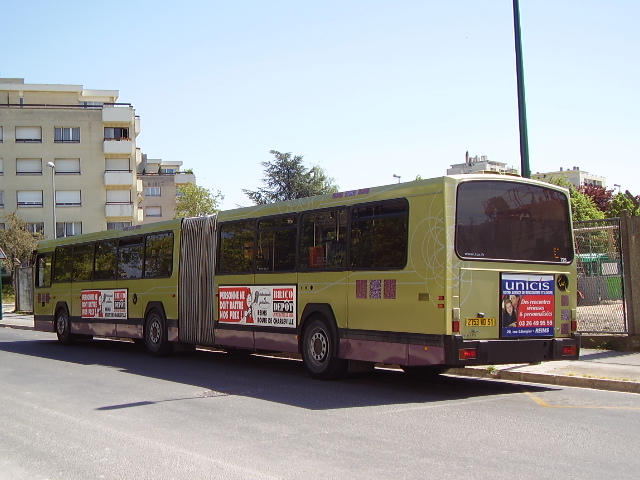
Renault PR 180 in Reims, Heckansicht
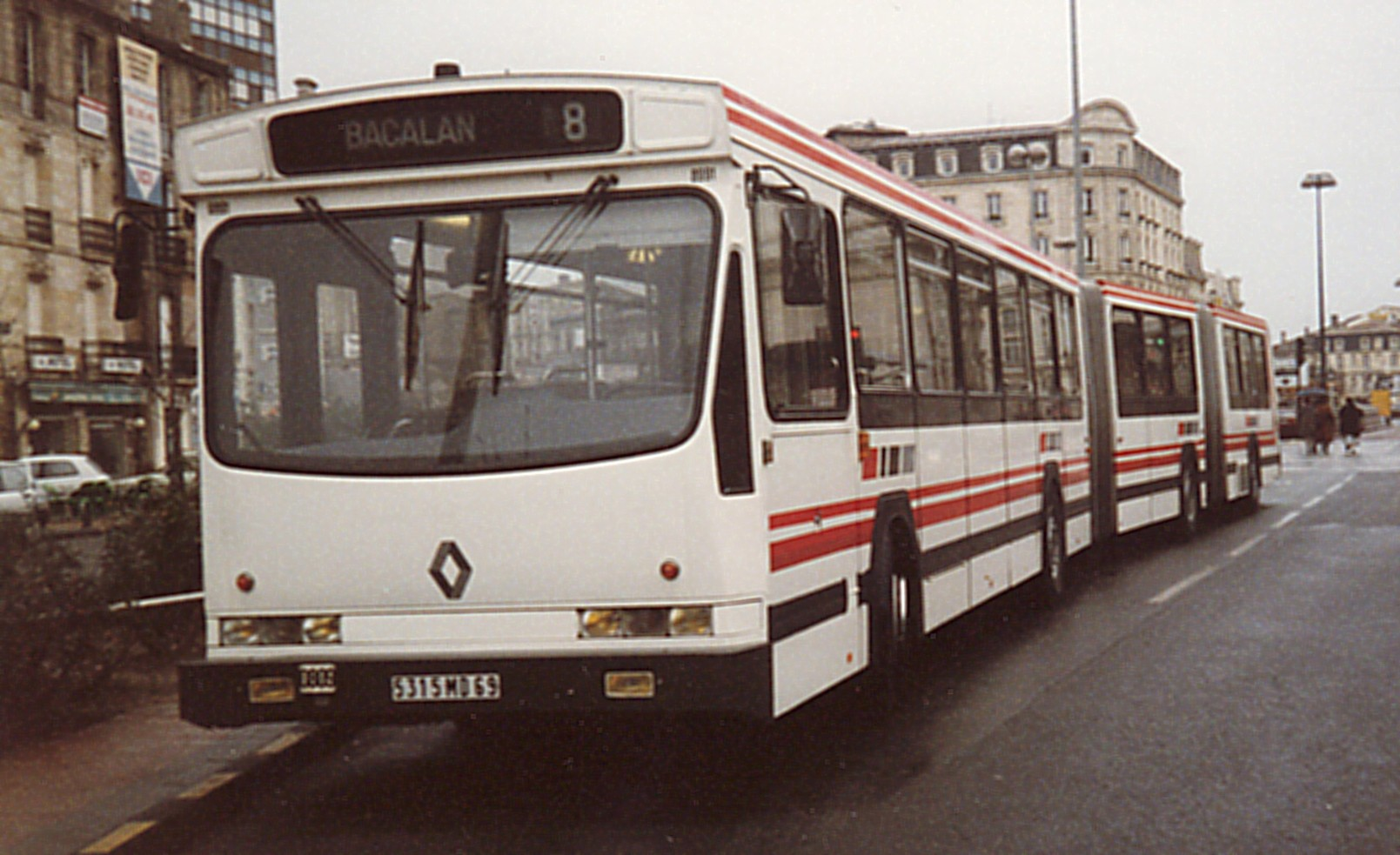
Renault-Doppelgelenkbus-Prototyp
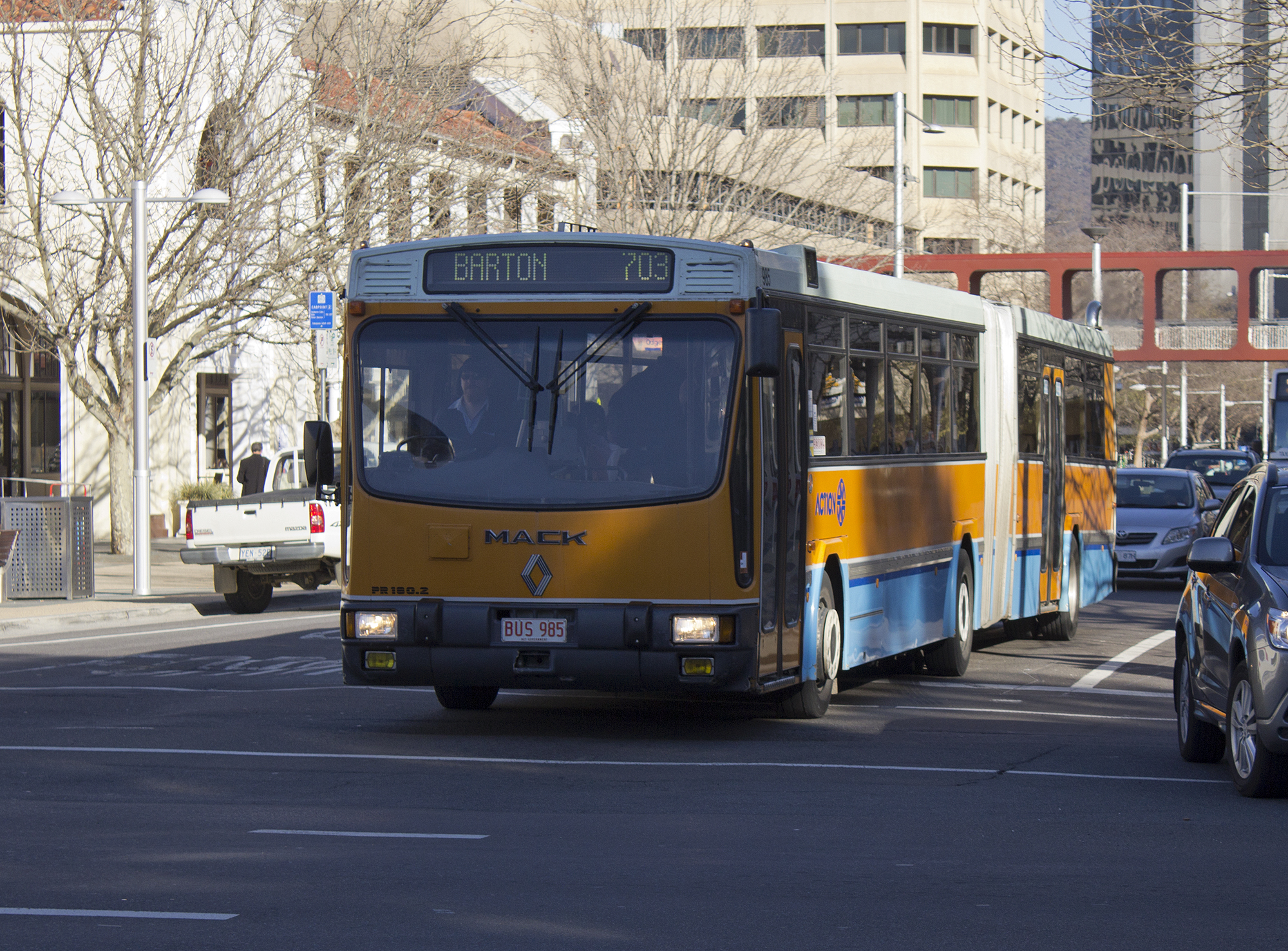
Renault PR 180.2 mit australischem Ansair-Aufbau für Linksverkehr
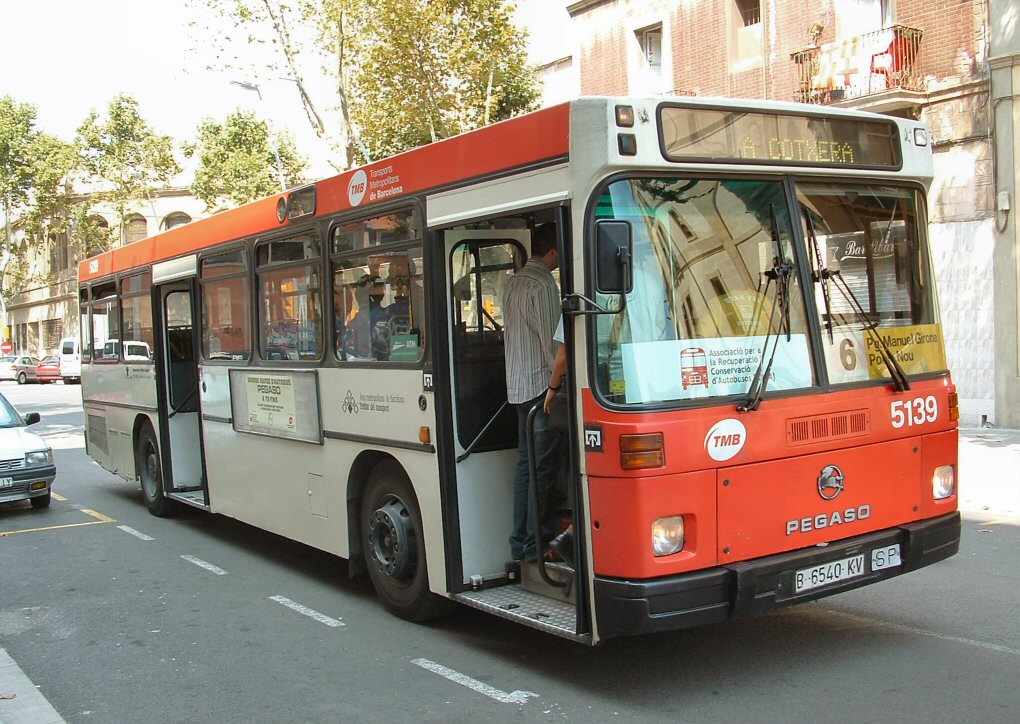
Spanischer Pegaso 6420 in Barcelona

### Zweite Generation (SL II)
- MAN SL 202, MAN SG 242, MAN SG 242 H / SG 282 H, MAN SG 292 / SG 312 / SG 322, MAN SM 152 / SM 182 (Midibus), MAN SÜ 242
- Mercedes-Benz O 405, MB O 405 T (Trolleybus), MB O 405 G, Mercedes-Benz O 407, MB O 402 (Midibus, Aufbau von Göppel auf Fahrwerk von NAW)
- Auwärter Neoplan N 416 und N 416 SÜ, N 4007 SL II (Midibus)
- Kässbohrer Setra Ü 80 (Überlandbus-Prototyp, produziert von Göppel)
- IVECO Magirus 240 L 118 (Überlandbus-Prototyp, keine Serienproduktion)
- ÖAF – Gräf & Stift GS LH 240 M11
- DeLorean Motor Company DMC-80 (Stadtbus-Prototyp, keine Serienproduktion)[12][13]

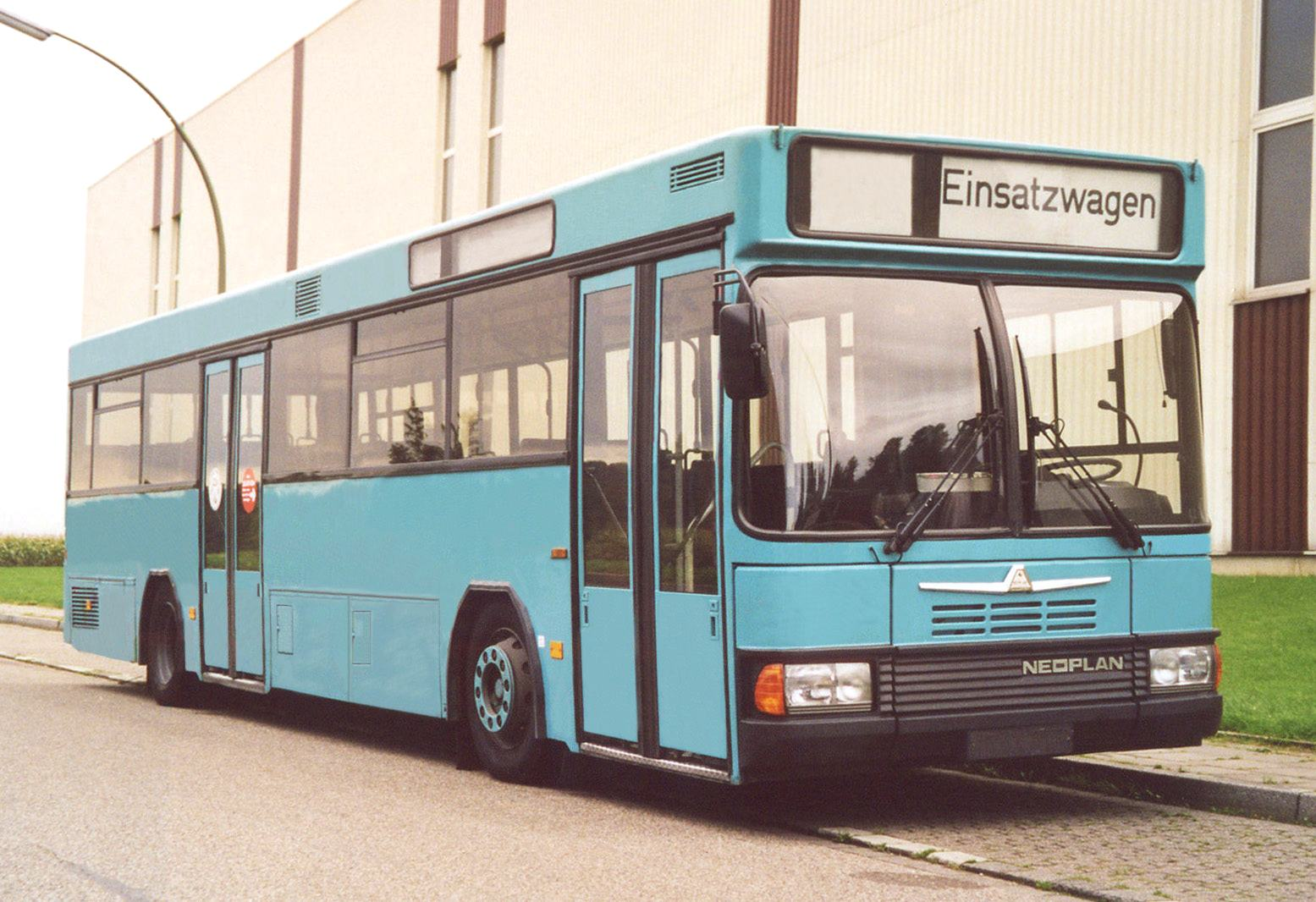
Auwärter Neoplan N 416
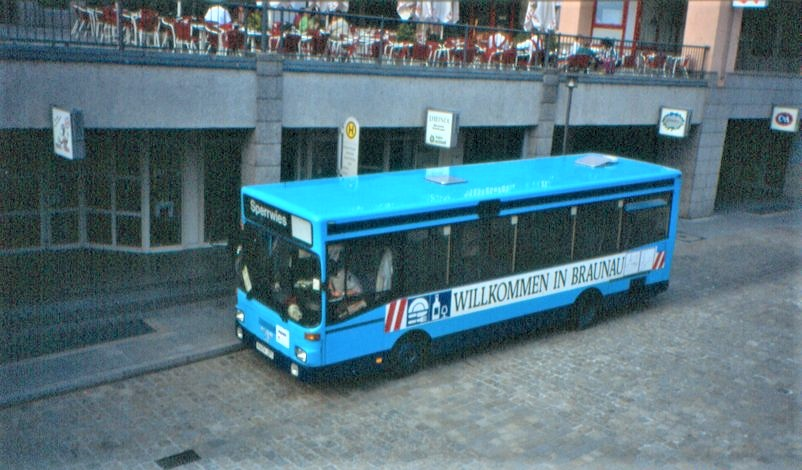
MAN SM 152 (Midibus)
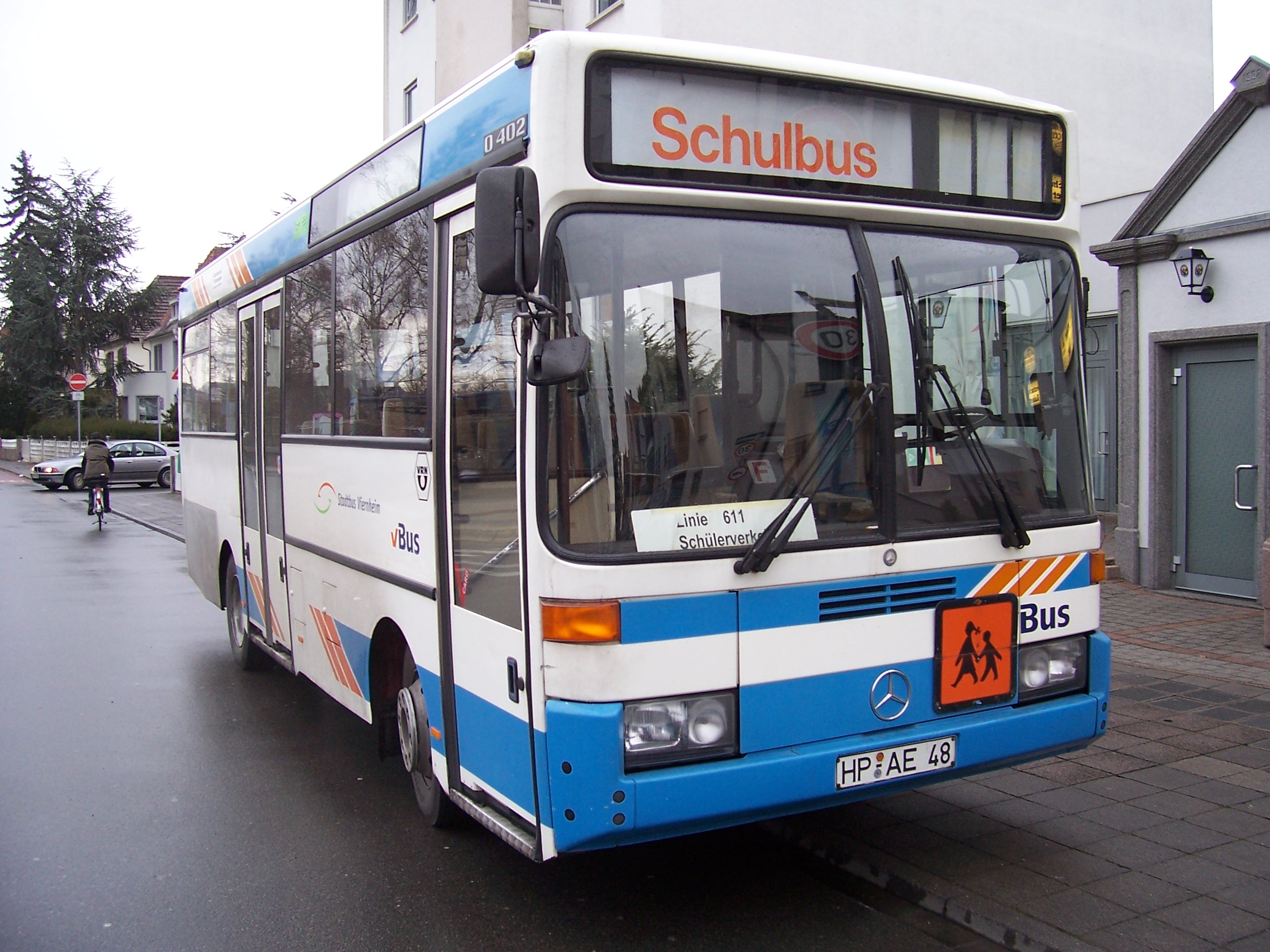
Mercedes-Benz O 402 (Midibus)
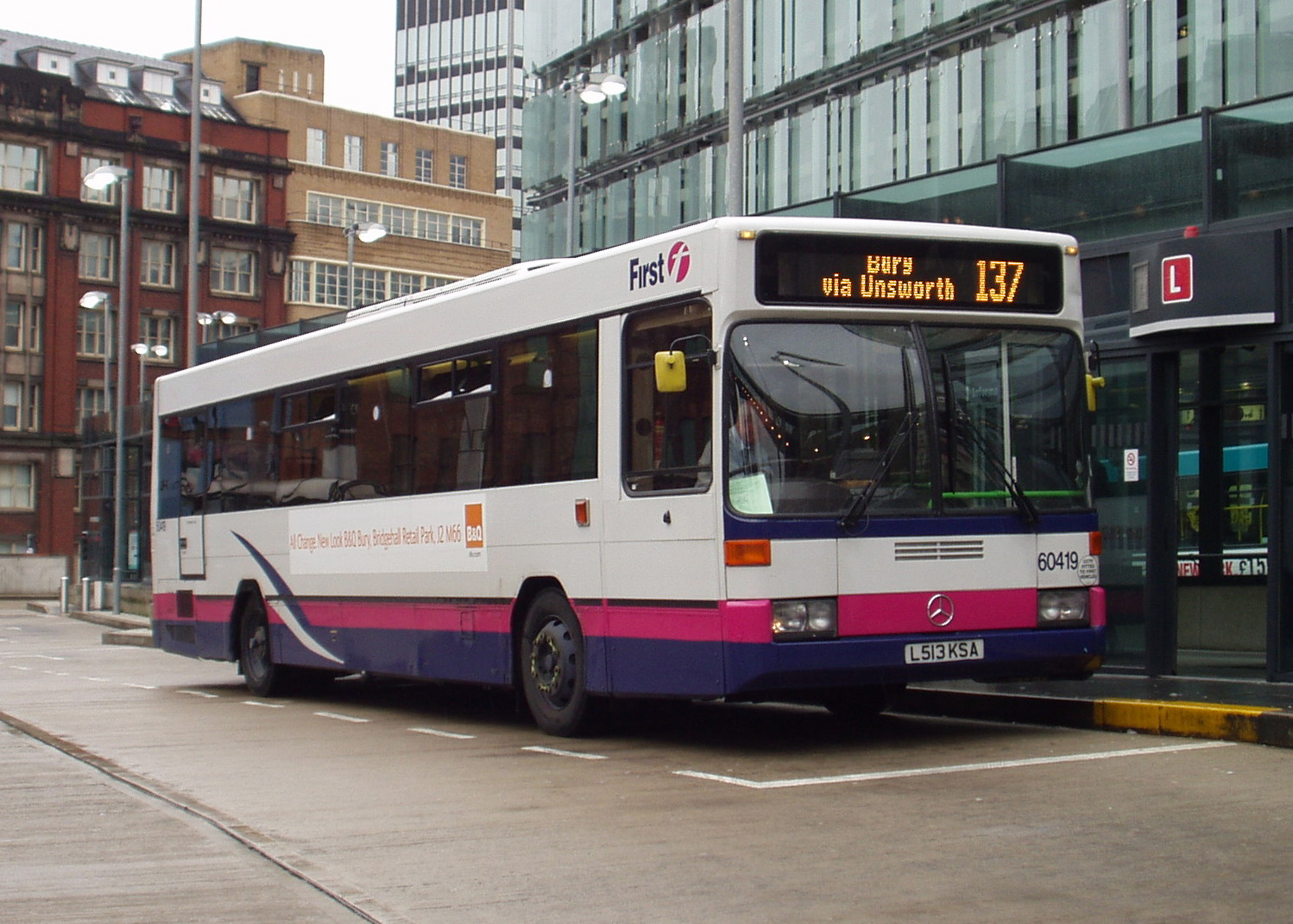
Mercedes-Benz O 405 mit CityRanger-Aufbau von Wrightbus für Linksverkehr in Manchester
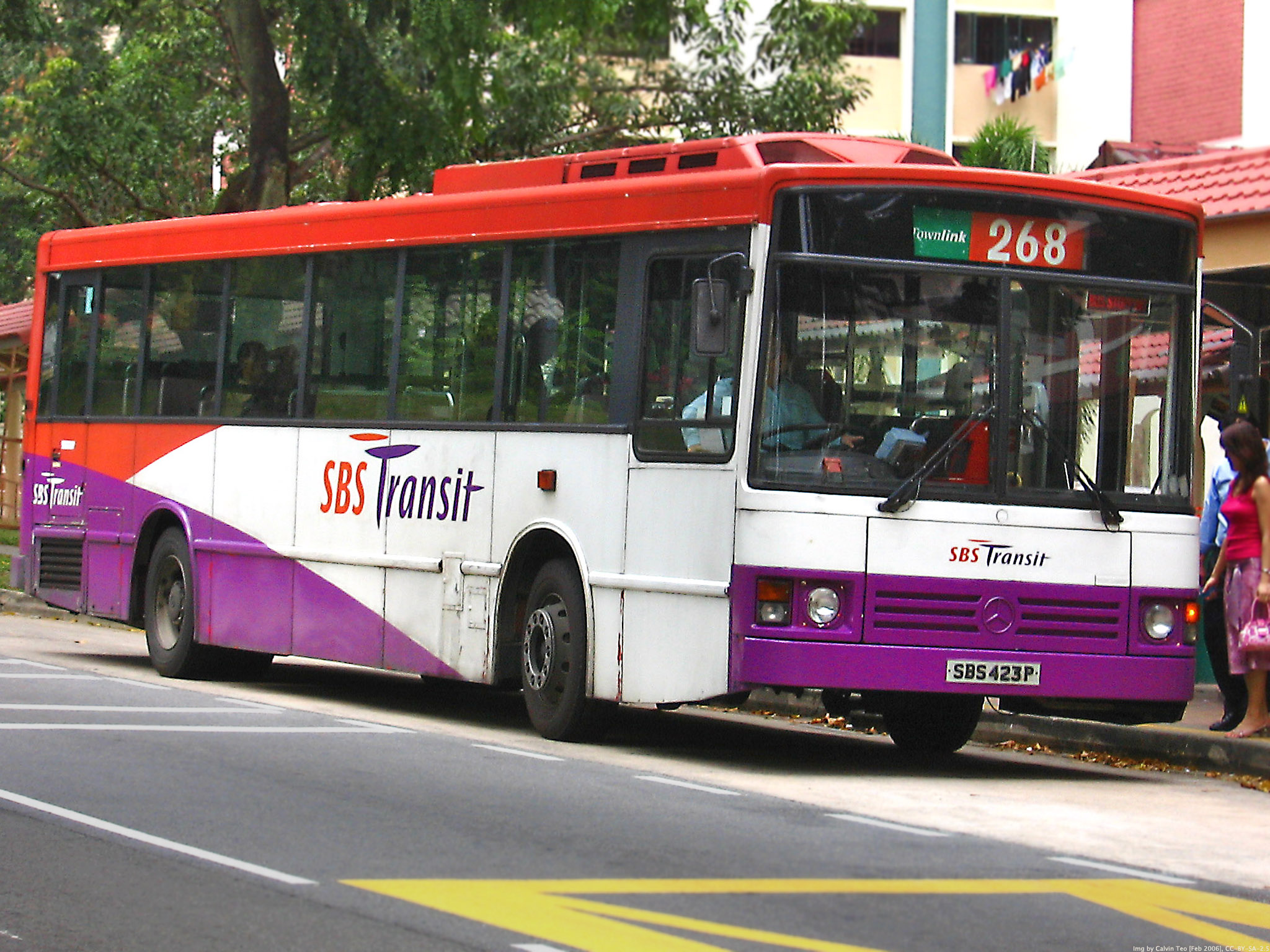
Mercedes-Benz O 405 mit Duple-Metsac-Aufbau für Linksverkehr in Singapur
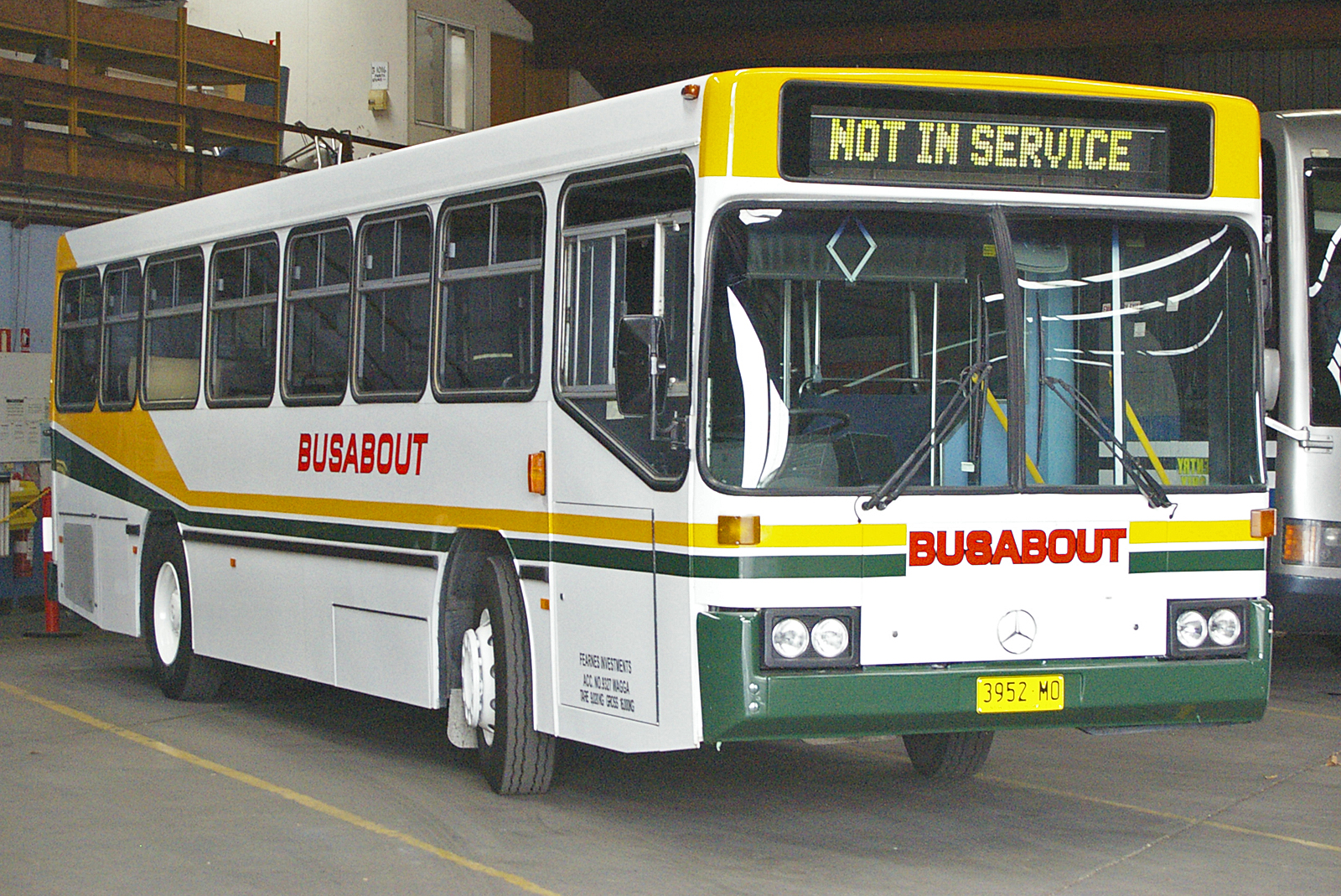
Mercedes-Benz O 405 mit PMC-Aufbau für Linksverkehr in Australien
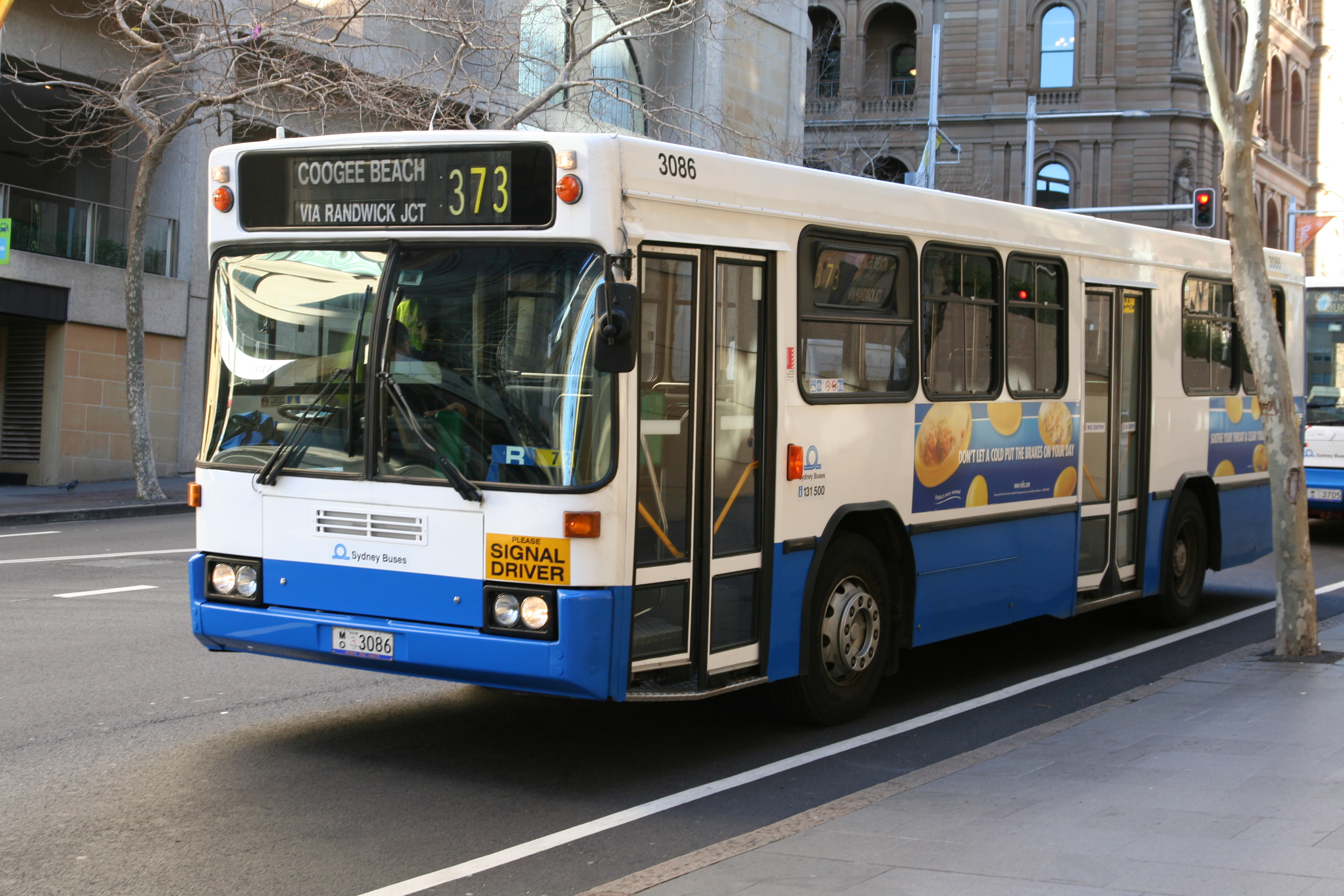
Mercedes-Benz O 405 mit PMC-Aufbau
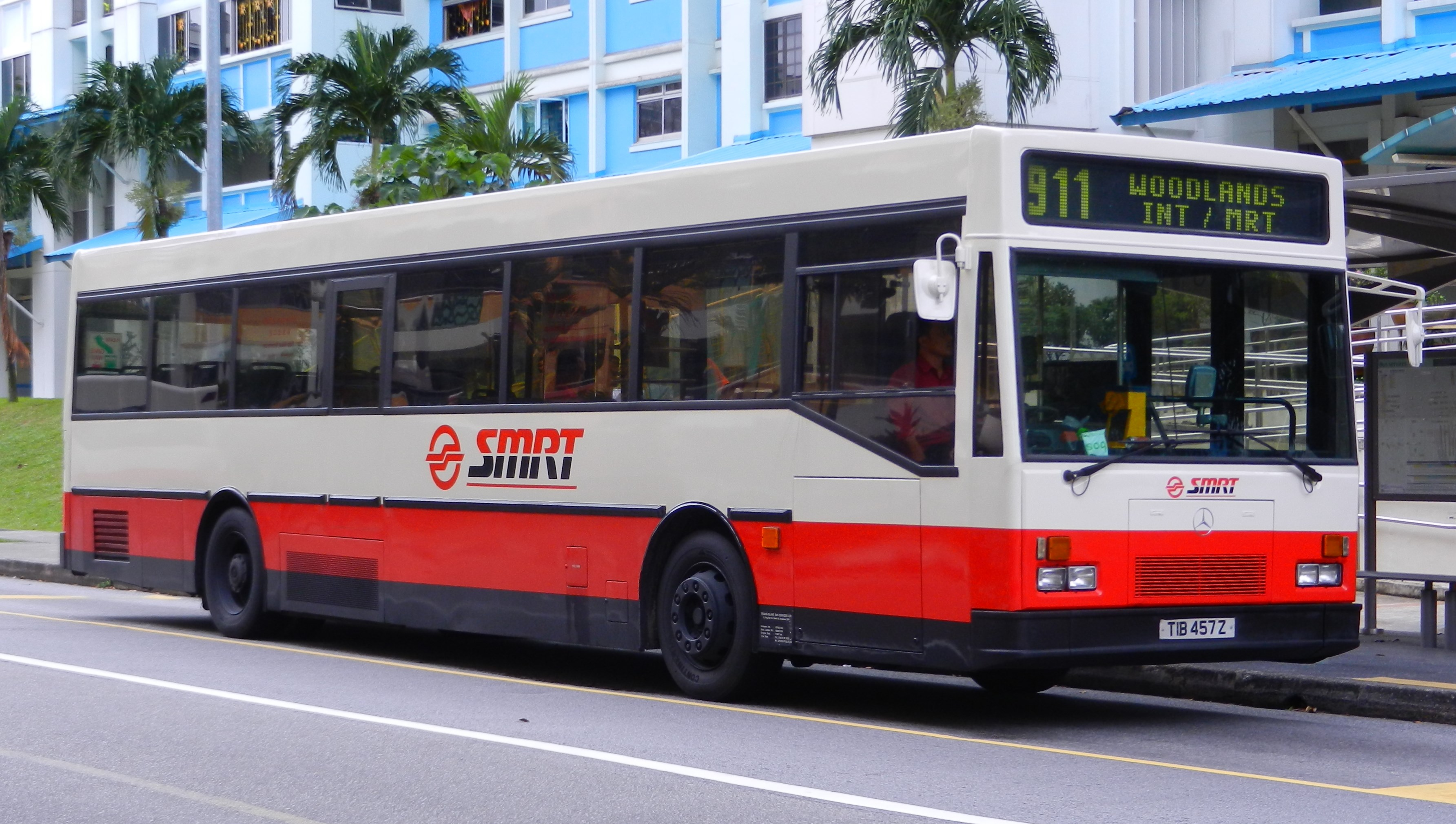
Mercedes-Benz O 405 mit Hispano-Aufbau für Linksverkehr
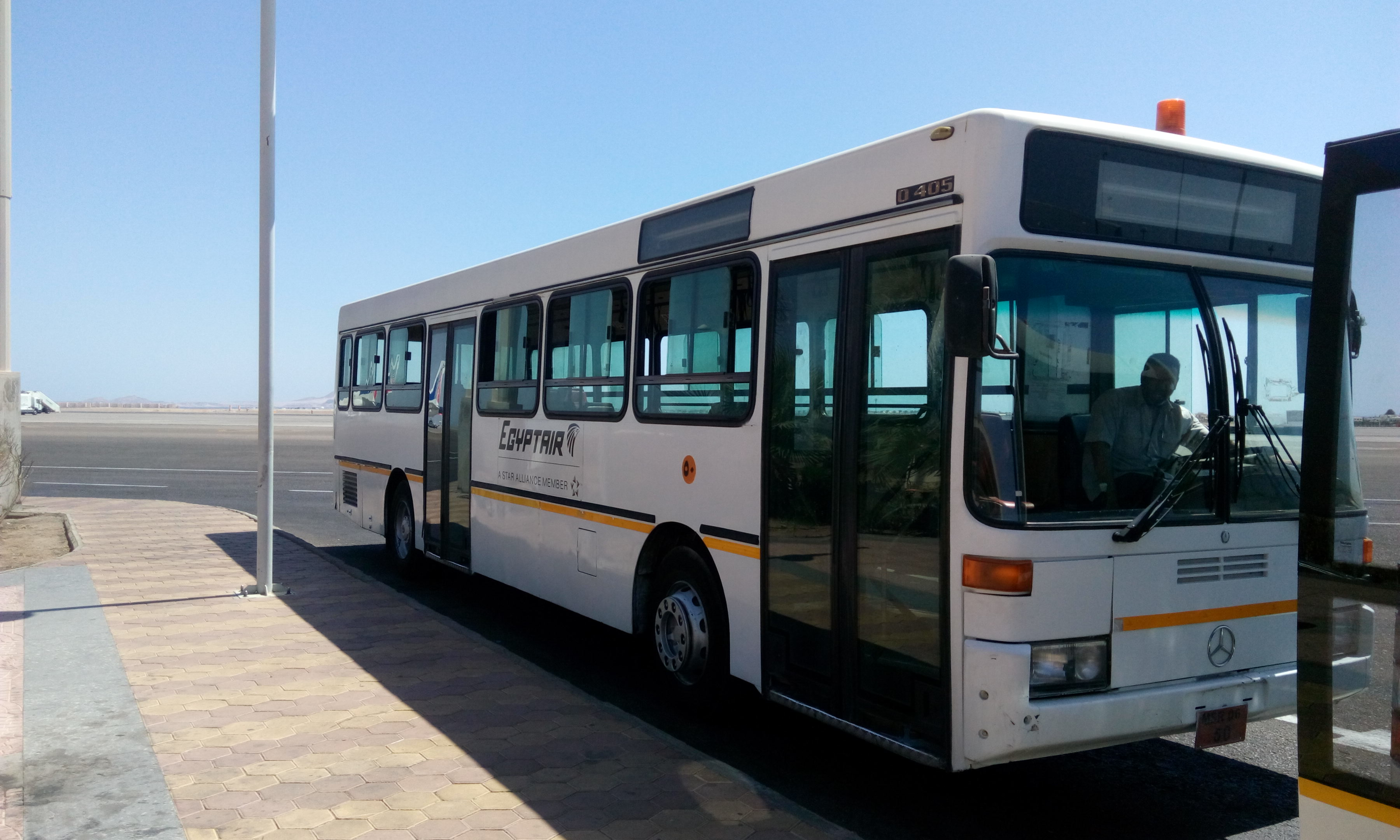
Mercedes-Benz O 405 mit gummi-gefassten Seitenscheiben am Flughafen Scharm asch-Schaich
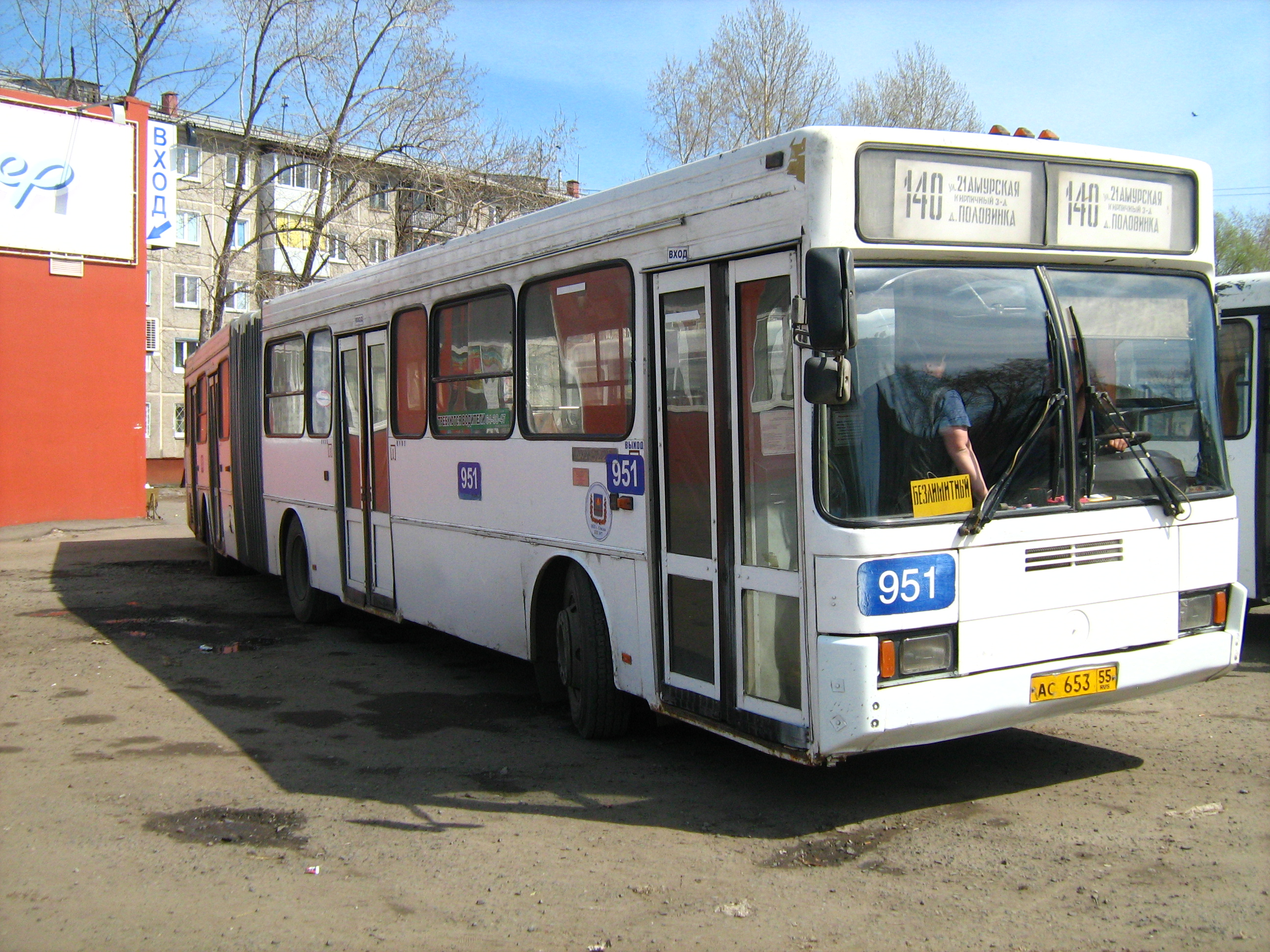
Mercedes-Benz O 405 G mit gummi-gefassten Scheiben in Omsk
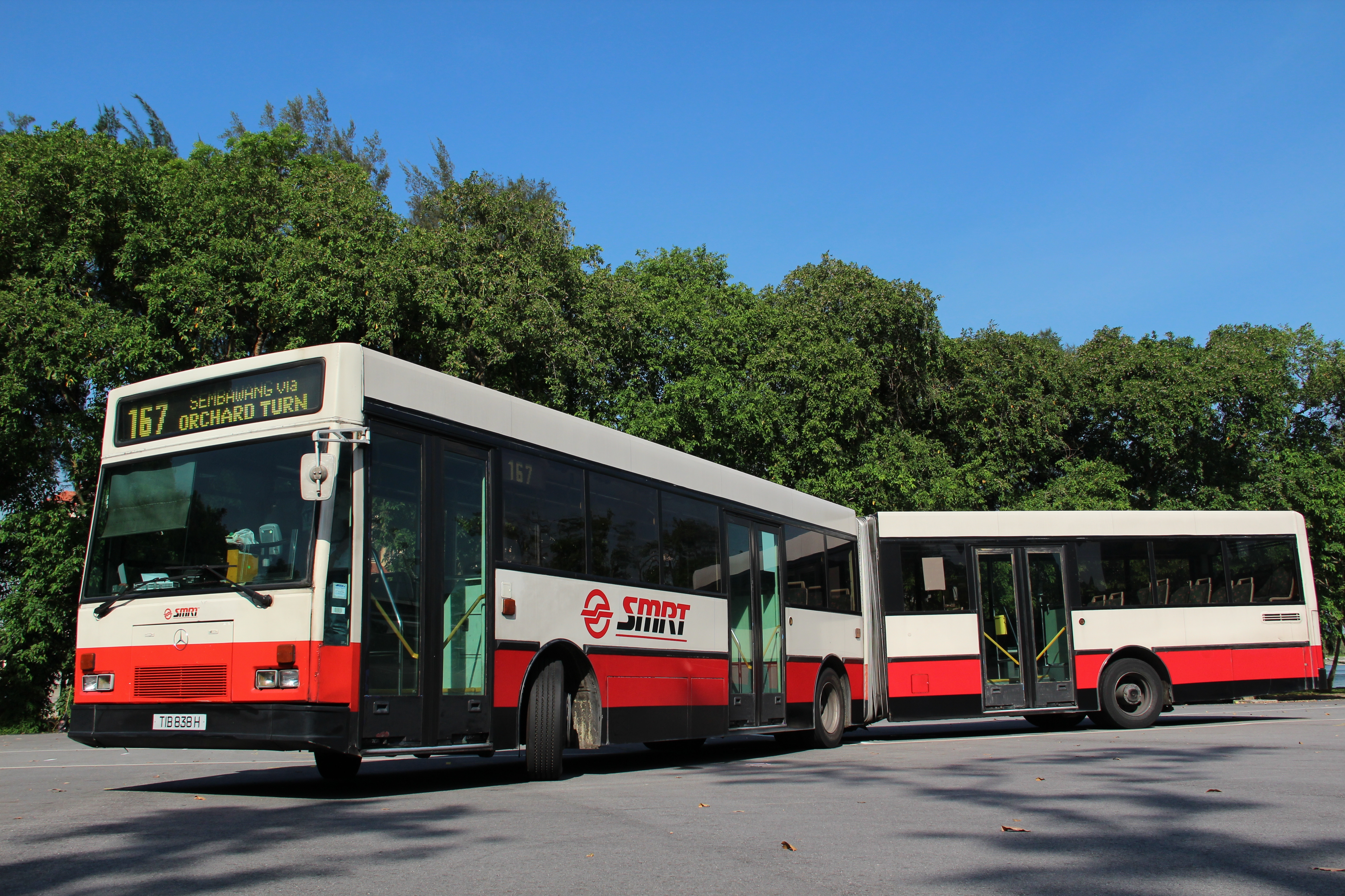
Mercedes-Benz O 405 G mit Aufbau von Hispano-Carrocera-Aufbau für Linksverkehr
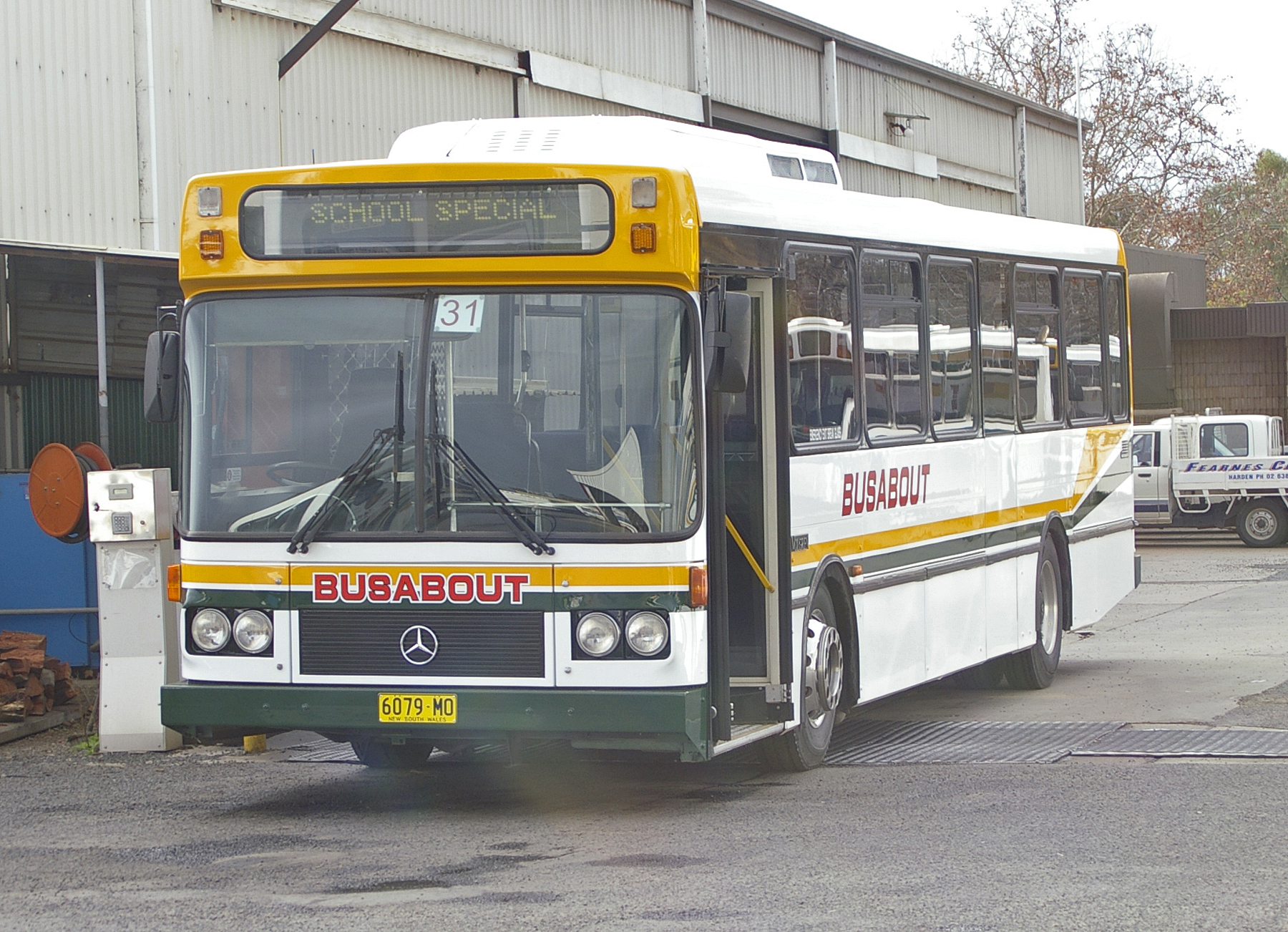
MAN SL 202 mit australischem Volgren-Aufbau für Linksverkehr (mit Mercedes-Stern)

## Weitere Entwicklung

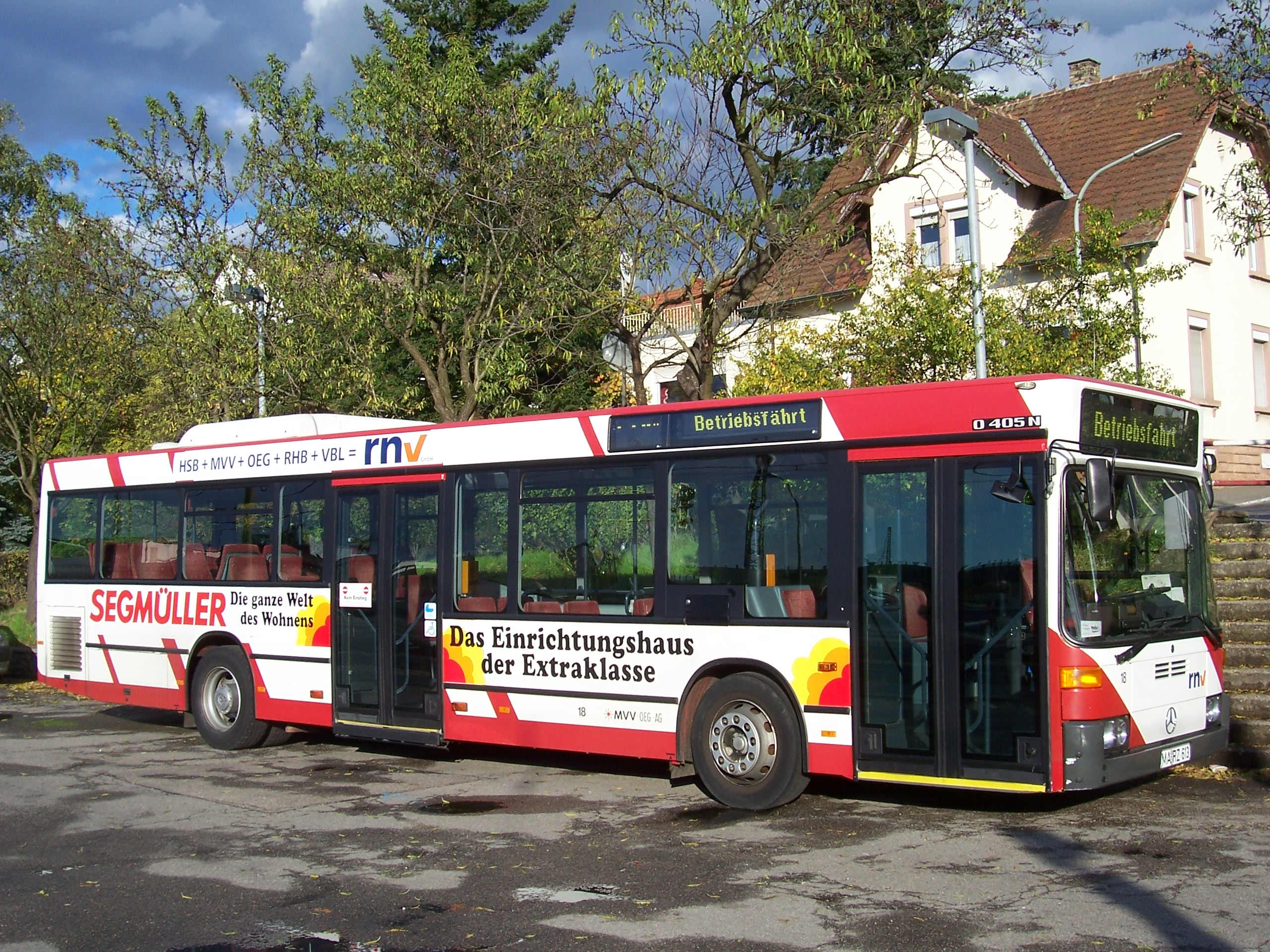
Niederflurbus MB O 405 N2

Das Aufkommen der Niederflurbusse in den 1990er Jahren läutete das schleichende Ende der Standard-Fahrzeuge ein. Aus der zweiten Generation wurde der Niederflurbus weiter entwickelt, Beispiele sind der Auwärter Neoplan N 4014 NF, der Mercedes-Benz O 405 N und der MAN NL 202. Bei den Herstellern überstiegen die Produktionszahlen der wieder bei jedem Hersteller individuell entwickelten Niederflurmodelle rasch diejenigen der hochflurigen Standard-Linienbusse, was allerdings auch daran lag, dass es für niederflurige Fahrzeuge höhere Förderungen durch die Bundesländer gab. Das Design der neuen Niederflur-Modelle lehnte sich noch stark an die Vorgänger der Standard-II-Generation an, weshalb dieser Bustyp manchmal fälschlich als „VÖV III“ bezeichnet wird, obwohl der Verband an ihrer Entwicklung und Konstruktion diesmal nicht beteiligt war. Auch in diesem Fall wurde das Konzept der neuen Niederflurbusse von ausländischen Herstellern kopiert, sodass sie den Fahrzeugen der deutschen Hersteller zum Teil sehr ähnlich sind. Im Jahr 2001 lief der letzte Standard-Linienbus bei Mercedes-Benz im Werk Mannheim vom Band. Bei MAN wurde der SL 202 in Deutschland gar nur bis 1996 gebaut. Die Vielfalt der Bustypen nimmt seitdem wieder stark zu. Die Standard-Linienbusse der zweiten Generation sind nur noch sehr selten auf deutschen Straßen unterwegs, diejenigen der ersten Generation haben mittlerweile Oldtimerstatus erreicht. Die Modelle von Büssing und Magirus-Deutz sind trotz ihrer einst weiten Verbreitung mittlerweile höchst selten geworden und gelten als Raritäten.

## Oberleitungsbusse
Vereinzelt entstanden ab 1974 auch Oberleitungsbusse auf Standardbus-Basis, zusammen etwas über 600 Stück. Eine Übersicht geben folgende Tabellen:

### MAN / Gräf & Stift / ÖAF / Vetter SL I
| Baujahre  | Typ            | Elektrik     | Anzahl | Beschreibung                   | Betrieb                        | Nummern            |
| --------- | -------------- | ------------ | ------ | ------------------------------ | ------------------------------ | ------------------ |
| 1974      | SG 192         | Kiepe        | 2      | Gelenkwagen, Aufbau von Vetter | Oberleitungsbus Kaiserslautern | 122–123            |
| 1975      | OE 110/54/A    | Kiepe        | 11     | Solowagen                      | Oberleitungsbus Salzburg       | 113–123            |
| 1977      | GE 105/54/57/A | Kiepe        | 1      | Gelenkwagen                    | Oberleitungsbus Kapfenberg     | 20                 |
| 1976      | GE 110/54/57/A | Kiepe        | 6      | Gelenkwagen                    | Oberleitungsbus Salzburg       | 155–160            |
| 1978–1981 | GE 105 M 16    | Kiepe        | 4      | Gelenkwagen                    | Oberleitungsbus Kapfenberg     | 21–24              |
| 1979      | SG 200 TH      | Kiepe        | 1      | Gelenkwagen                    | Oberleitungsbus Solingen       | 81                 |
| 1979      | GE 150 M 16    | Kiepe        | 1      | Gelenkwagen                    | Oberleitungsbus Salzburg       | 161                |
| 1980–1985 | GE 110 M 16    | Kiepe        | 36     | Gelenkwagen                    | Oberleitungsbus Salzburg       | 129–147, 162–178   |
| 1980      | GE 110/54/57/A | BBC-Sécheron | 3      | Gelenkwagen                    | Oberleitungsbus Bergen         | 325–327            |
| 1983      | SG 240 H Duo   | Kiepe        | 1      | Gelenkwagen, Duo-Bus, Spurbus  | Essener Verkehrs-AG            | 3700               |
| 1983/1984 | GE 150 M 18    | Kiepe        | 20     | Gelenkwagen                    | Oberleitungsbus Linz           | 201–220            |
| 1984      | SL 200         | BBC-Sécheron | 1      | Solowagen, Duo-Bus             | Vorführwagen / Prototyp        | keine              |
| 1984–1986 | SG 200 HO      | Kiepe        | 22     | Gelenkwagen                    | Oberleitungsbus Solingen       | 1–6, 7I, 7II, 8–21 |
| 1985      | ?              | BBC-Sécheron | 3      | Gelenkwagen                    | Oberleitungsbus Bergen         | 331–333            |
| 1986      | SG-T310        | Siemens      | 46     | Gelenkwagen                    | Seattle                        | 4000–4045          |

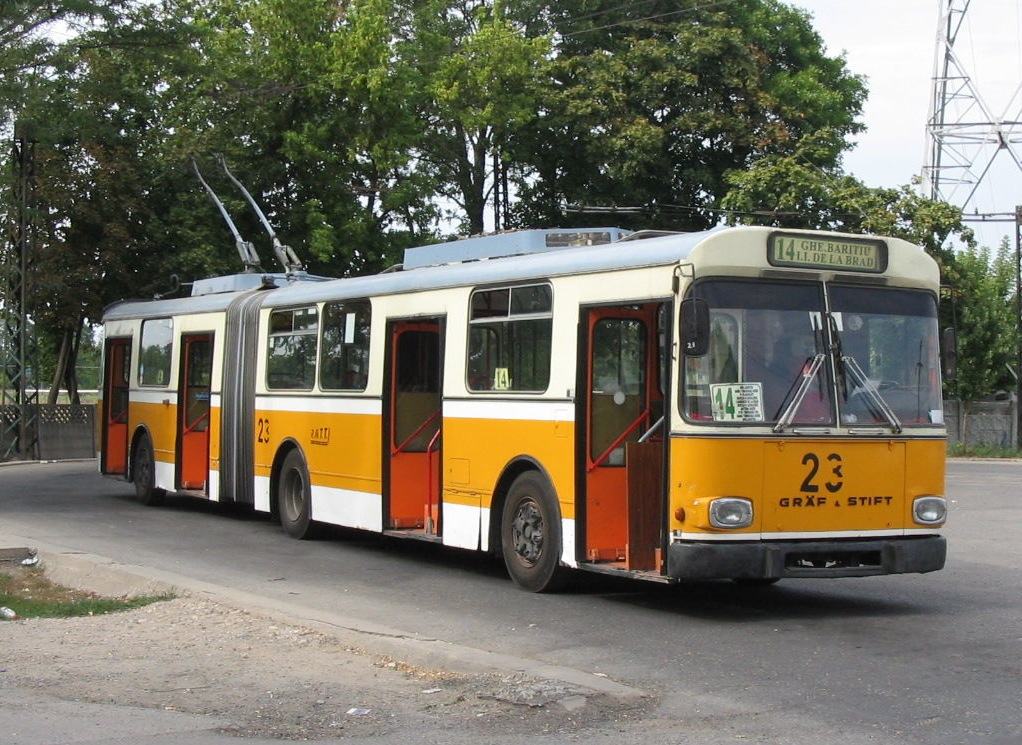
Ein ehemals Kapfenberger GE 105 M 16 in Rumänien
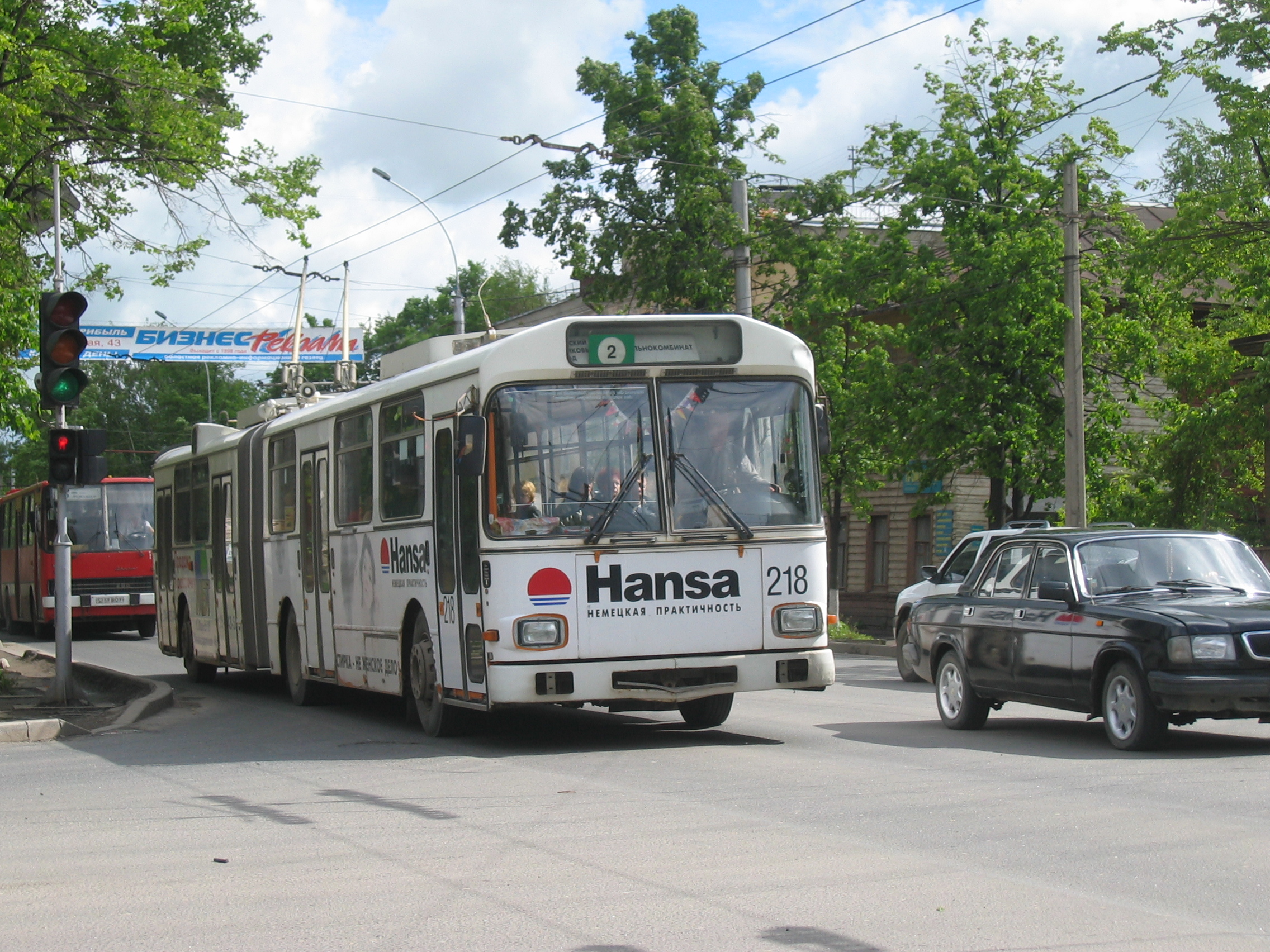
Ehemaliger Linzer GE 150 M 18 in Russland
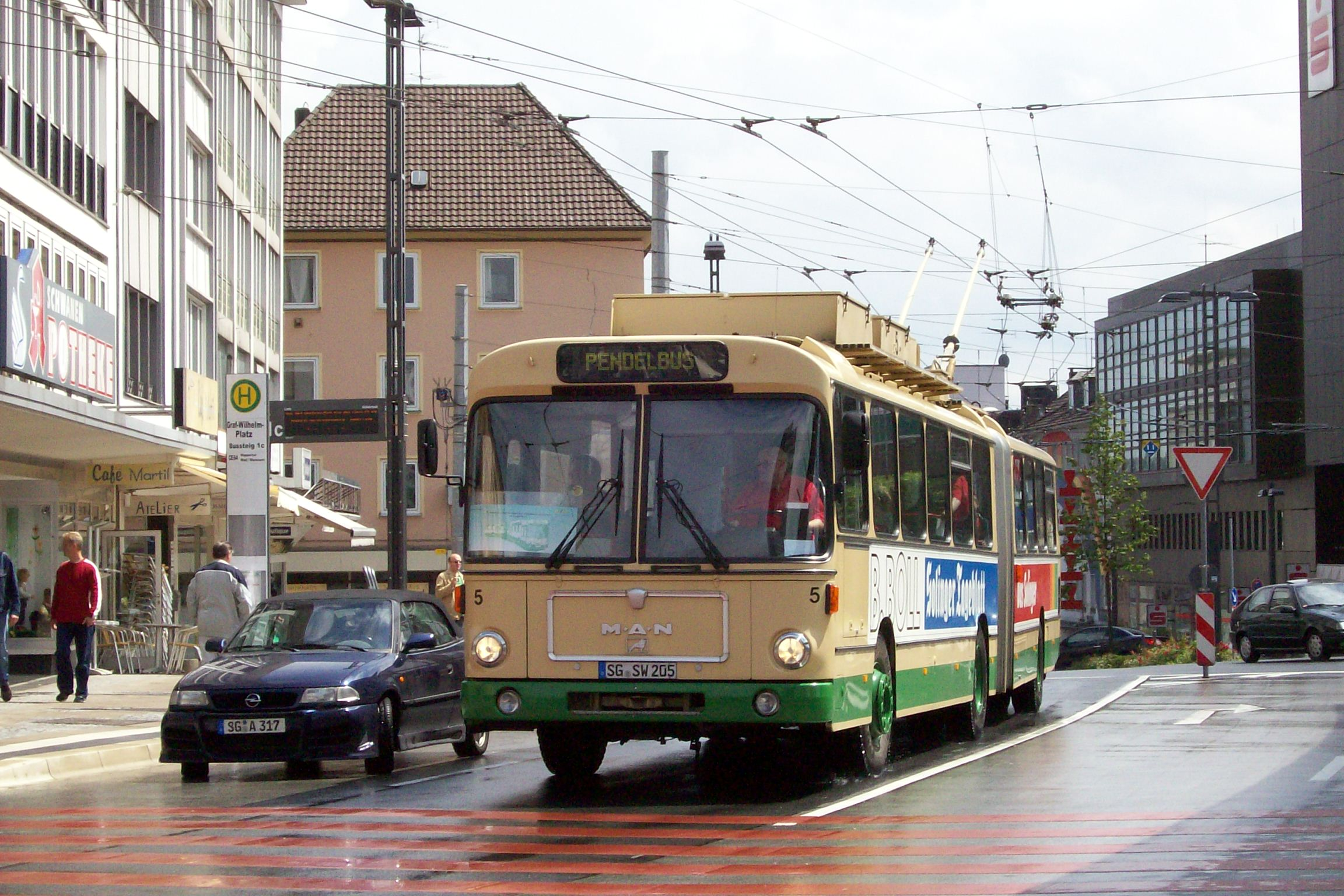
Der Solinger Typ MAN SG 200 HO
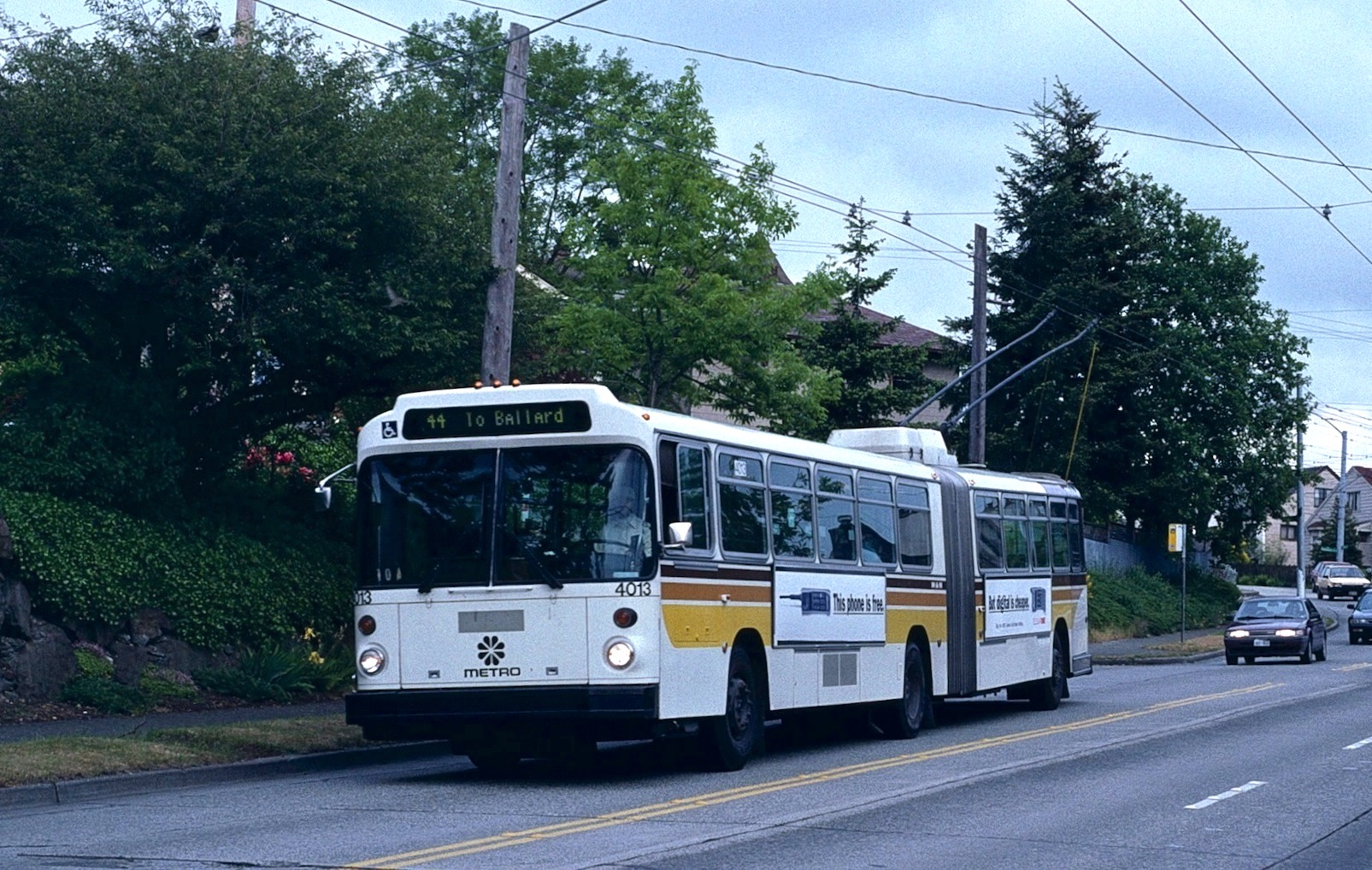
Ein SG-T310 in Seattle
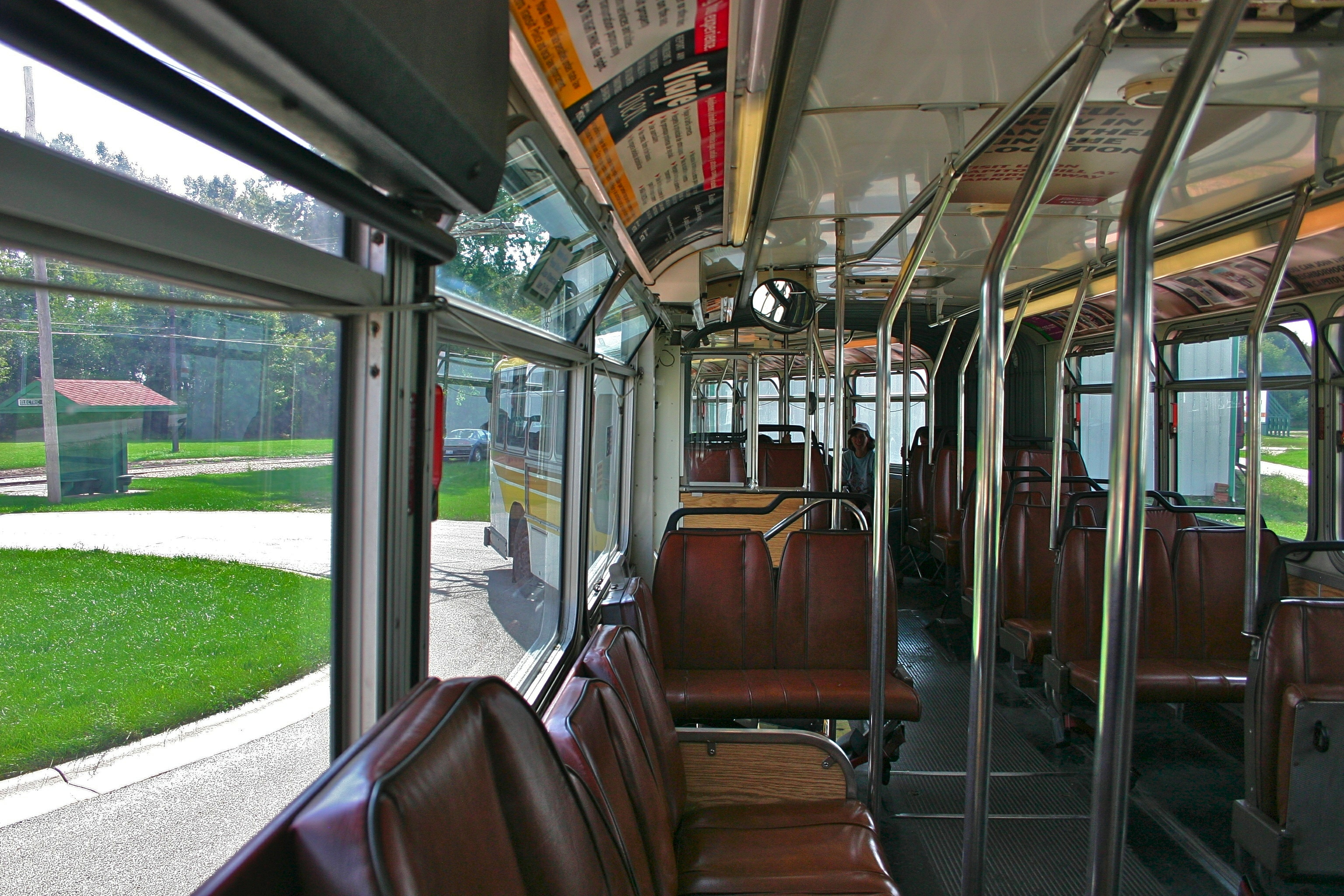
Innenansicht eines SG-T310

### MAN / Gräf & Stift / ÖAF SL II
| Baujahre  | Typ          | Elektrik | Anzahl | Beschreibung           | Betrieb                    | Nummern                            |
| --------- | ------------ | -------- | ------ | ---------------------- | -------------------------- | ---------------------------------- |
| 1985–1987 | OE 112 M 11  | Kiepe    | 2      | Solowagen              | Oberleitungsbus Kapfenberg | 15 und 16                          |
| 1986/1987 | OE 112 M 11  | Kiepe    | 6      | Solowagen              | Oberleitungsbus Salzburg   | 101–106                            |
| 1986/1987 | SL 172 HO    | Kiepe    | 46     | Solowagen, dreiachsig  | Oberleitungsbus Solingen   | 23–68                              |
| 1988      | GE 152 M 18  | ABB      | 16     | Gelenkwagen            | Oberleitungsbus Innsbruck  | 801–816                            |
| 1989–1994 | GE 112 M 16  | Kiepe    | 35     | Gelenkwagen            | Oberleitungsbus Salzburg   | 179–188, 200–214, 218+219, 221–228 |
| 1989      | GE 112 M 16  | Kiepe    | 1      | Gelenkwagen            | Oberleitungsbus Kapfenberg | 25                                 |
| 1992      | NGE 152 M 18 | Kiepe    | 10     | Niederflur-Gelenkwagen | Oberleitungsbus Innsbruck  | 817–826                            |
| 1993/1994 | NGE 152 M 17 | Kiepe    | 12     | Niederflur-Gelenkwagen | Oberleitungsbus Eberswalde | 004, 011, 029–037, 039             |
| 1993/1994 | NGE 152 M 18 | Kiepe    | 3      | Niederflur-Gelenkwagen | Oberleitungsbus Eberswalde | 017, 038, 040                      |
| 1994–1997 | NGT 204 M 16 | Kiepe    | 22     | Niederflur-Gelenkwagen | Oberleitungsbus Salzburg   | 229–238, 241–252                   |
| 1996      | NGT 204 M 16 | Kiepe    | 1      | Niederflur-Gelenkwagen | Oberleitungsbus Kapfenberg | 35                                 |

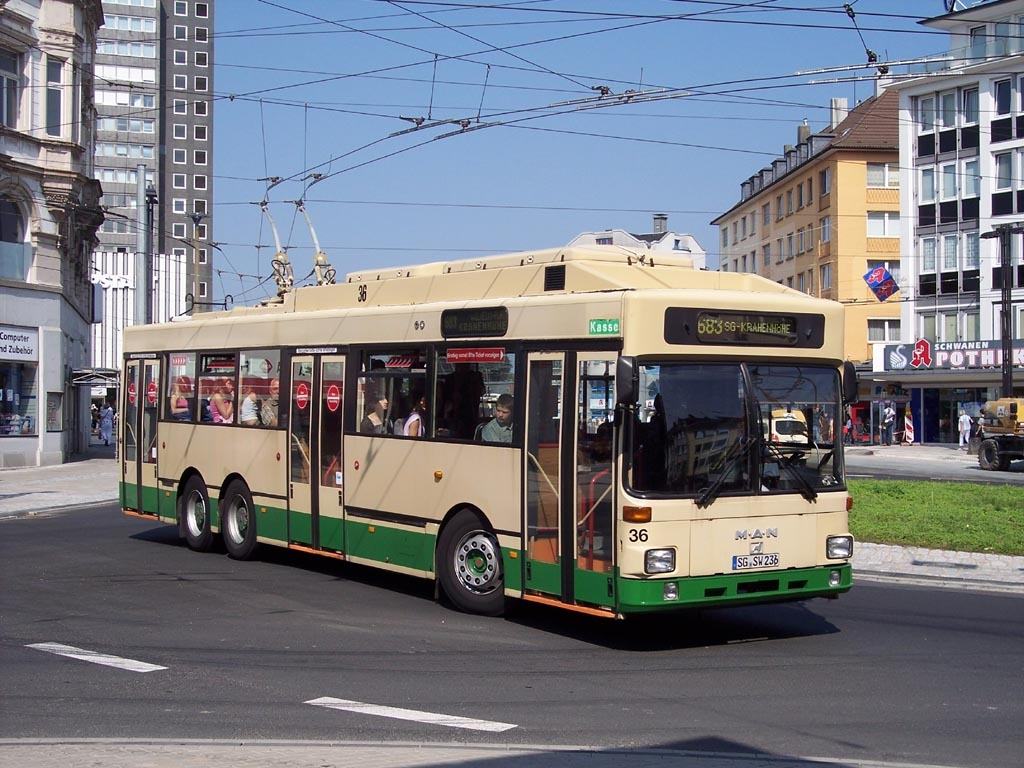
Der Solinger Typ MAN SL 172 HO
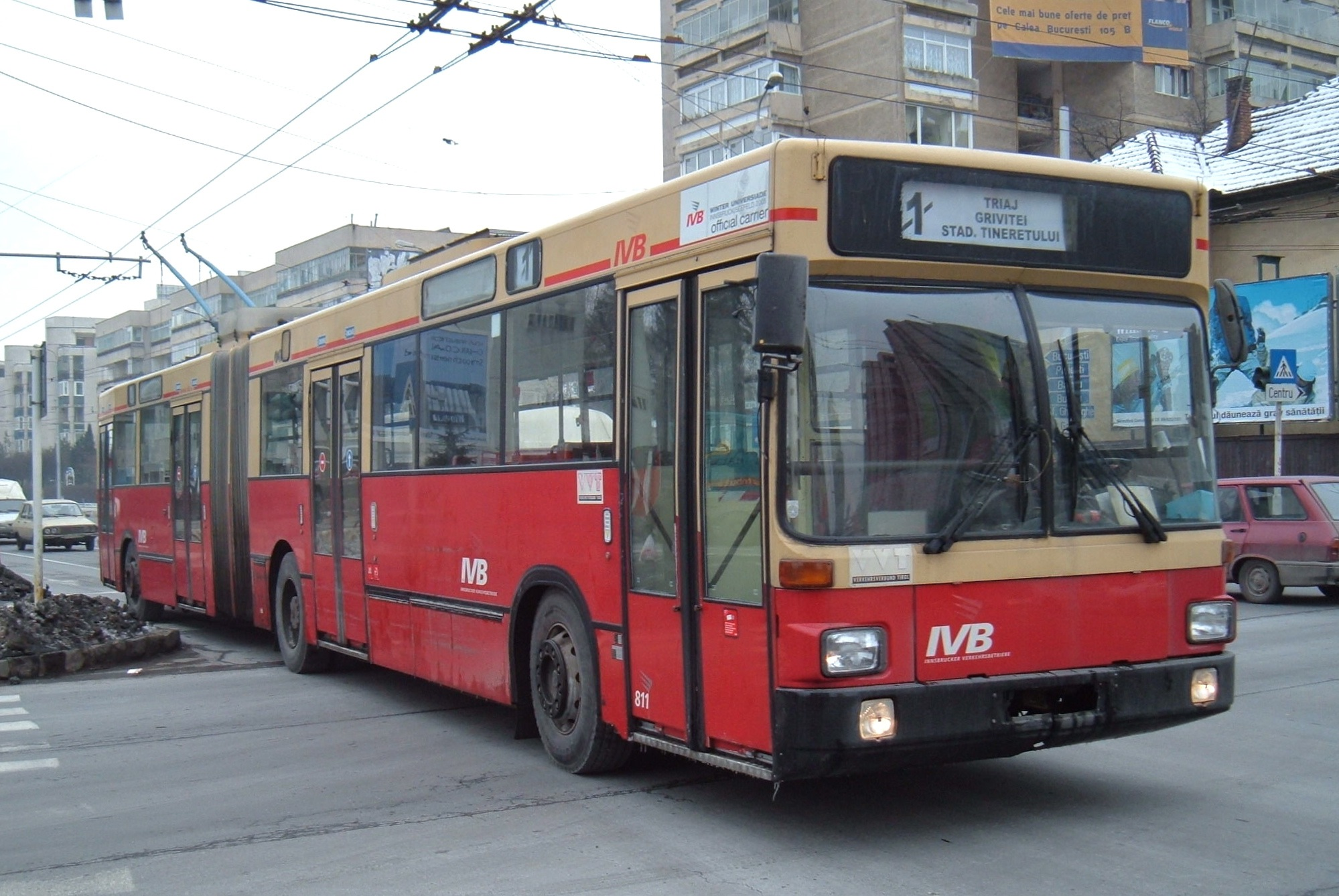
Ehemaliger Innsbrucker GE 152 M 18 in Brașov
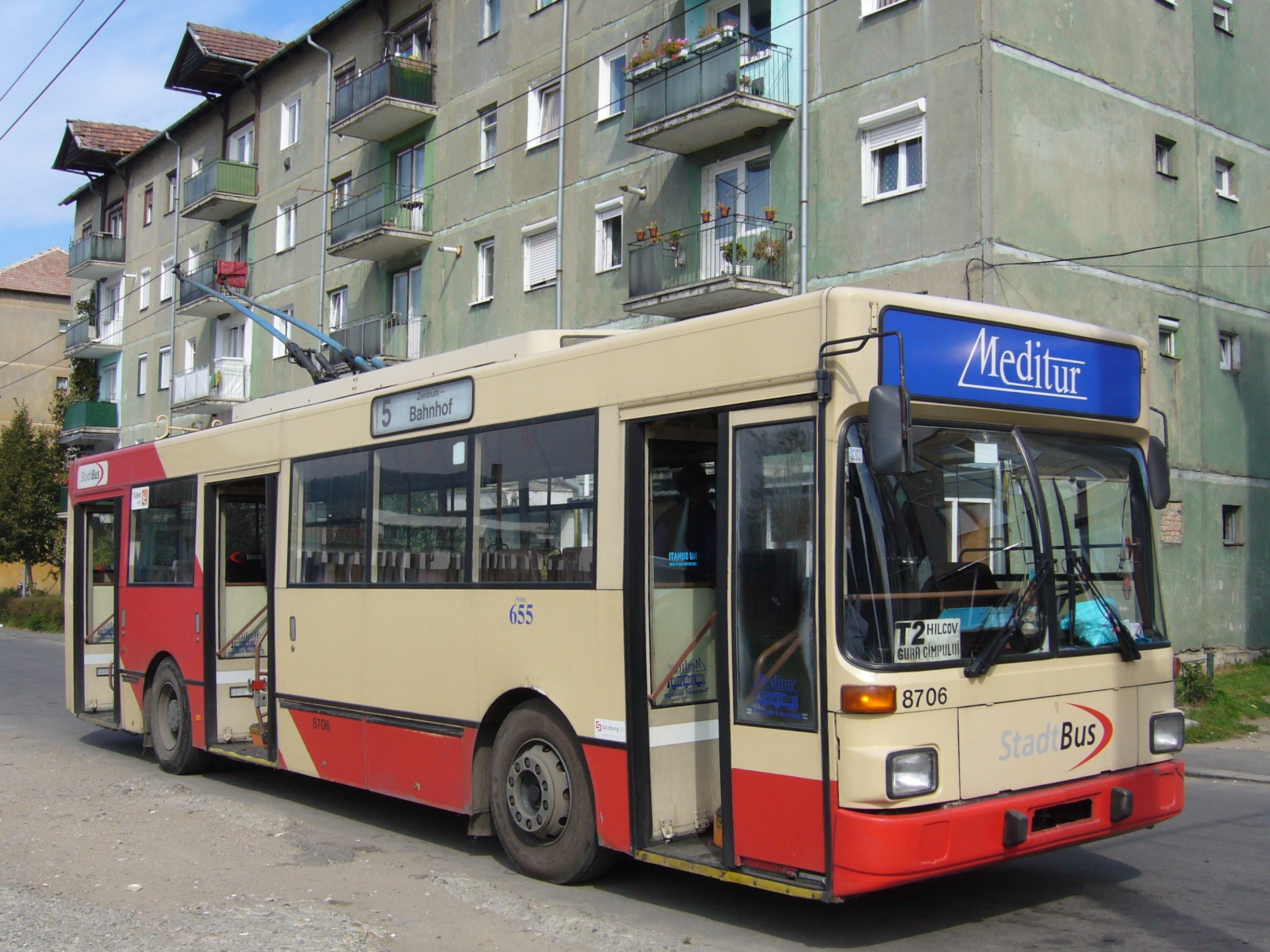
Ehemaliger Salzburger OE 112 M 11 in Mediaș
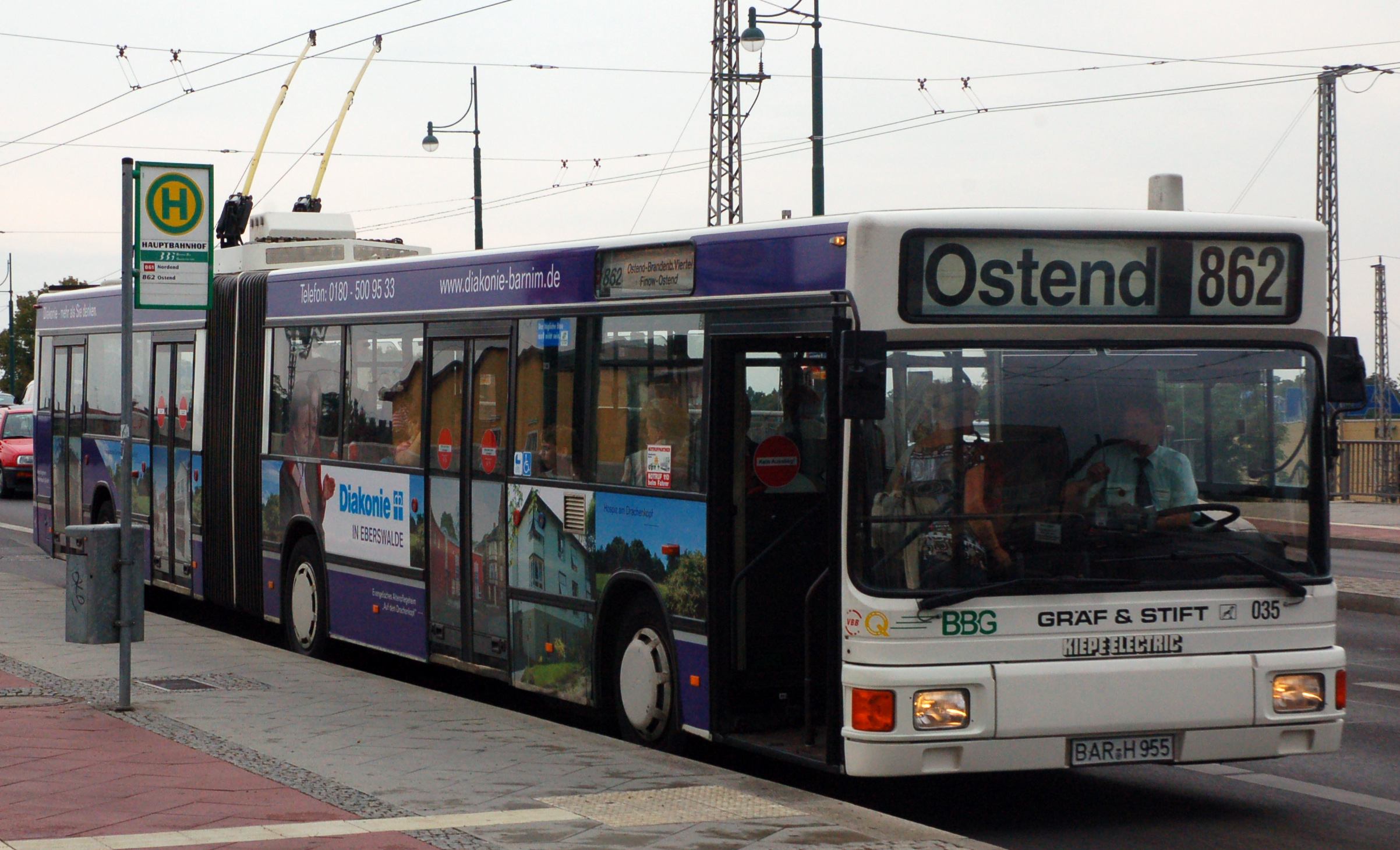
Ein NGE 152 M 17 in Eberswalde
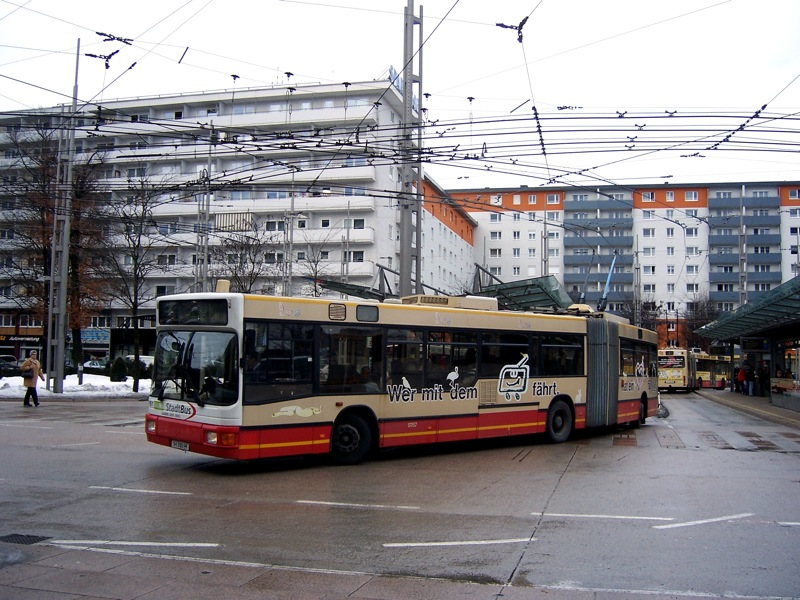
Ein NGT 204 M 16 in Salzburg

### Mercedes-Benz / Vetter SL I
| Baujahre  | Typ         | Elektrik                | Anzahl | Beschreibung                            | Betrieb                             | Nummern            |
| --------- | ----------- | ----------------------- | ------ | --------------------------------------- | ----------------------------------- | ------------------ |
| 1978      | O 305 T     | Kiepe                   | 1      | Solowagen, Eigenumbau                   | Oberleitungsbus Kaiserslautern      | 135                |
| 1979      | O 305 B/E   | Bosch / Dornier / VARTA | 2      | Solowagen, Batterie- oder E-Betrieb     | Oberleitungsbus Esslingen am Neckar | 301 und 302        |
| 1979      | O 305 D/E   | Bosch / Dornier         | 2      | Solowagen, Diesel- oder E-Betrieb       | Oberleitungsbus Esslingen am Neckar | 303 und 304        |
| 1979      | O 305 G D/E | Bosch / Dornier         | 1      | Gelenkwagen, Diesel- oder E-Betrieb     | Oberleitungsbus Esslingen am Neckar | 305                |
| 1979      | OE 305      | Siemens / BBC-Sécheron  | 1      | Solowagen, Prototyp                     | São Paulo                           | ?                  |
| 1981      | O 305 GG    | AEG                     | 1      | Doppelgelenkwagen, Spurbus              | O-Bahn-Versuchsanlage Rastatt       | keine              |
| 1982–1986 | VE 16 SO    | Kiepe                   | 4      | Gelenkwagen, von Vetter hergestellt     | Oberleitungsbus Esslingen am Neckar | 201–204            |
| 1982/1983 | O 305 GT    | BBC-Sécheron            | 5      | Gelenkwagen                             | diverse                             | siehe Hauptartikel |
| 1983      | O 305 GTD   | AEG                     | 4      | Gelenkwagen, Duo-Bus, teilweise Spurbus | diverse                             | siehe Hauptartikel |

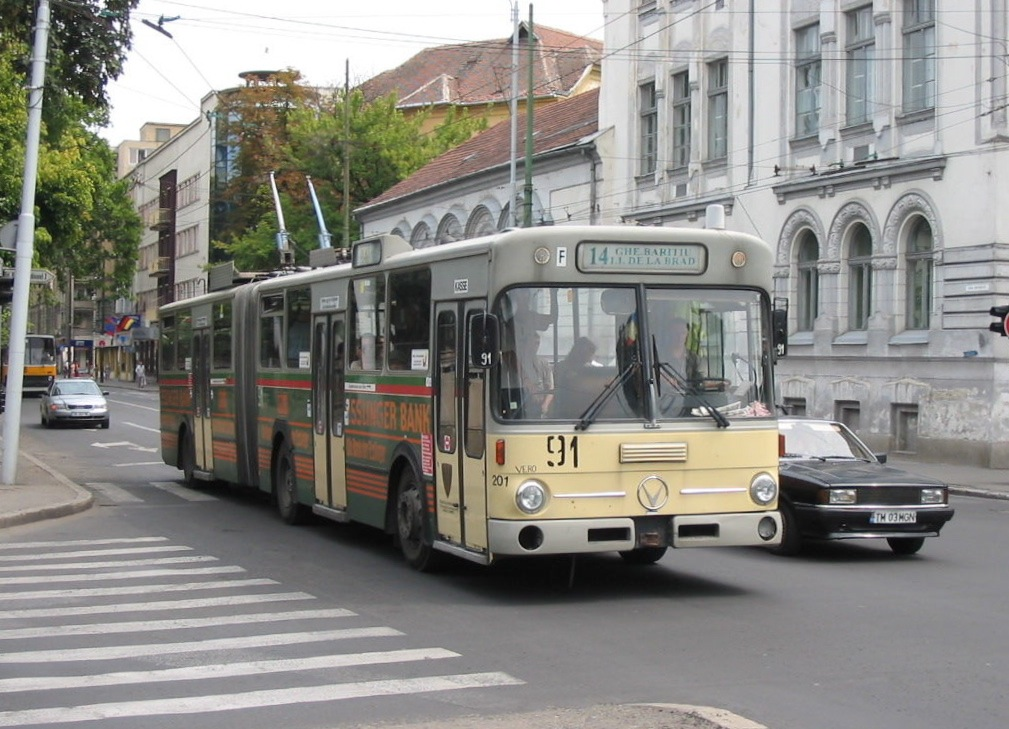
Einer der vier VE 16 SO von Vetter
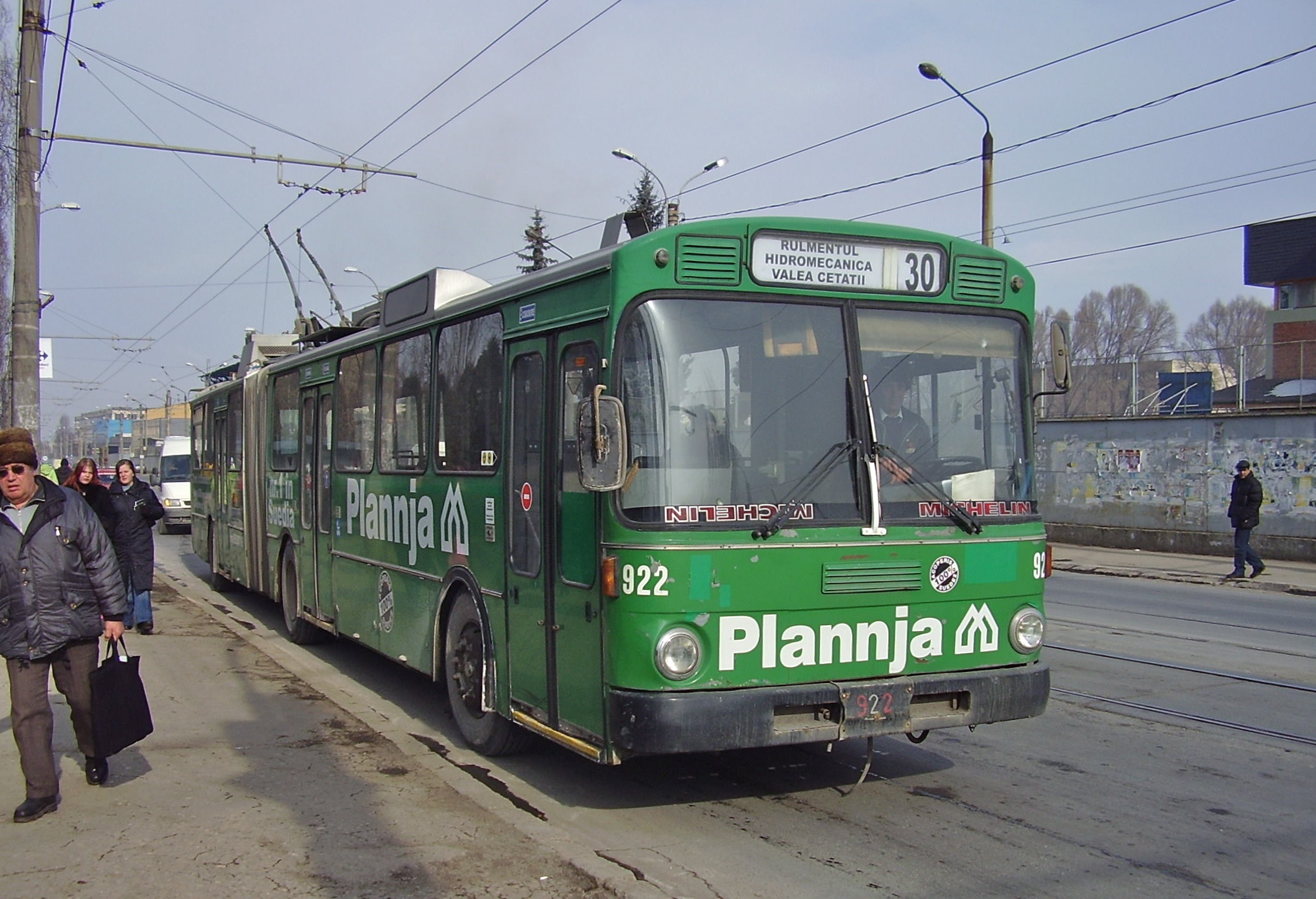
Der ehemalige Kaiserslauterer Wagen 137 in Brașov

### Mercedes-Benz / Hispano Carrocera SL II

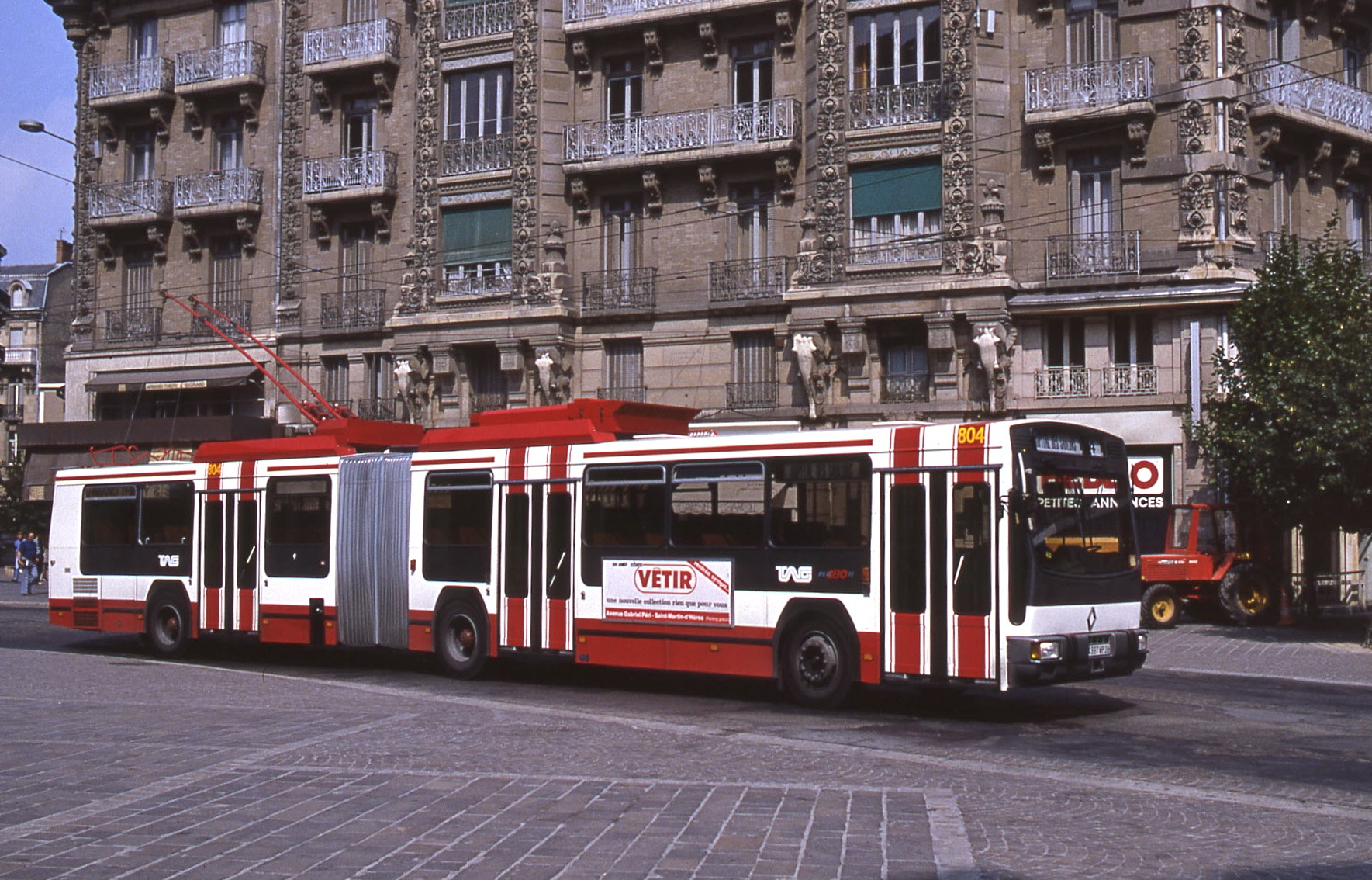
Renault PR 180 H Gelenk-Duobus in Grenoble

| Baujahre  | Typ         | Elektrik                 | Anzahl | Beschreibung                                    | Betrieb                 | Nummern                                          |
| --------- | ----------- | ------------------------ | ------ | ----------------------------------------------- | ----------------------- | ------------------------------------------------ |
| 1986      | O 405 T     | AEG                      | 1      | Solowagen                                       | Vorführwagen / Prototyp | keine                                            |
| 1986–1995 | O 405 GTD   | AEG                      | 47     | Gelenkwagen, Duo-Bus, teilweise Spurbus         | diverse                 | siehe Hauptartikel                               |
| 1986–1993 | O 405 GTZ   | ABB                      | 100    | Gelenkwagen, Zusatzantrieb                      | diverse                 | siehe Hauptartikel                               |
| 1994–1999 | O 405 G HCE | Kiepe / Adtranz          | 113    | Gelenkwagen, Aufbau von Hispano Carrocera (HCE) | Oberleitungsbus Quito   | 1–113                                            |
| 1996      | O 405 GNTD  | Kiepe / ZF               | 1      | Niederflur-Gelenkwagen, Duo-Bus                 | Trolleybus Zürich       | 51                                               |
| 2004–2010 | O 405 NE    | 23 × gebraucht 5 × Enika | 28     | Niederflur-Solowagen, Eigenumbau aus O 405 N    | Gdynia                  | 3013–3020, 3041, 3045–3048, 3050–3052, 3055–3066 |

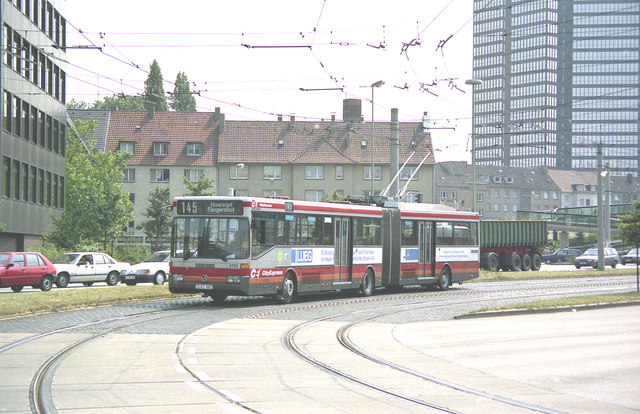
O 405 GTD der Essener EVAG mit zusätzlichen Türen auf der linken Seite
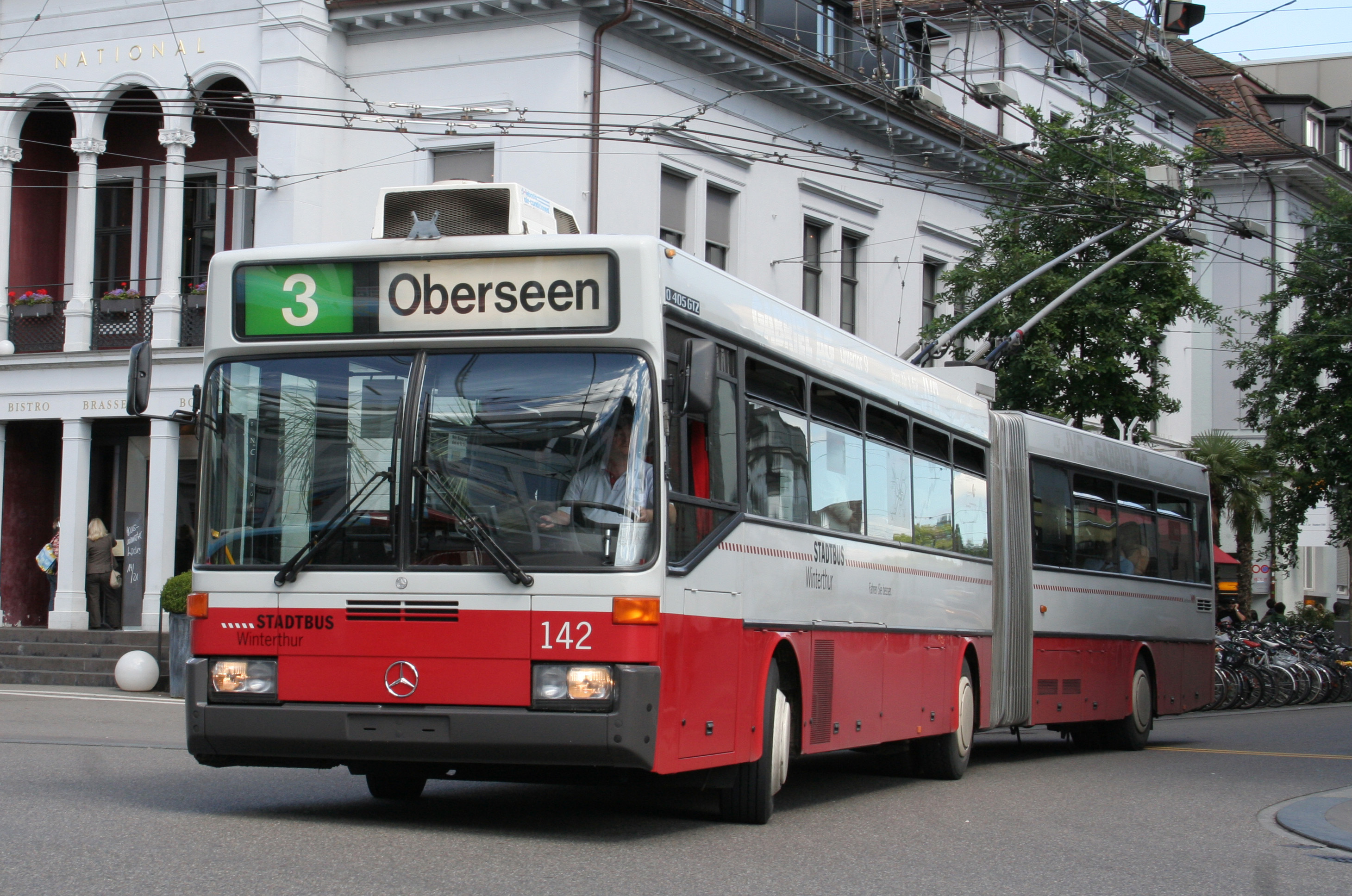
Ein O 405 GTZ des Stadtbus Winterthur
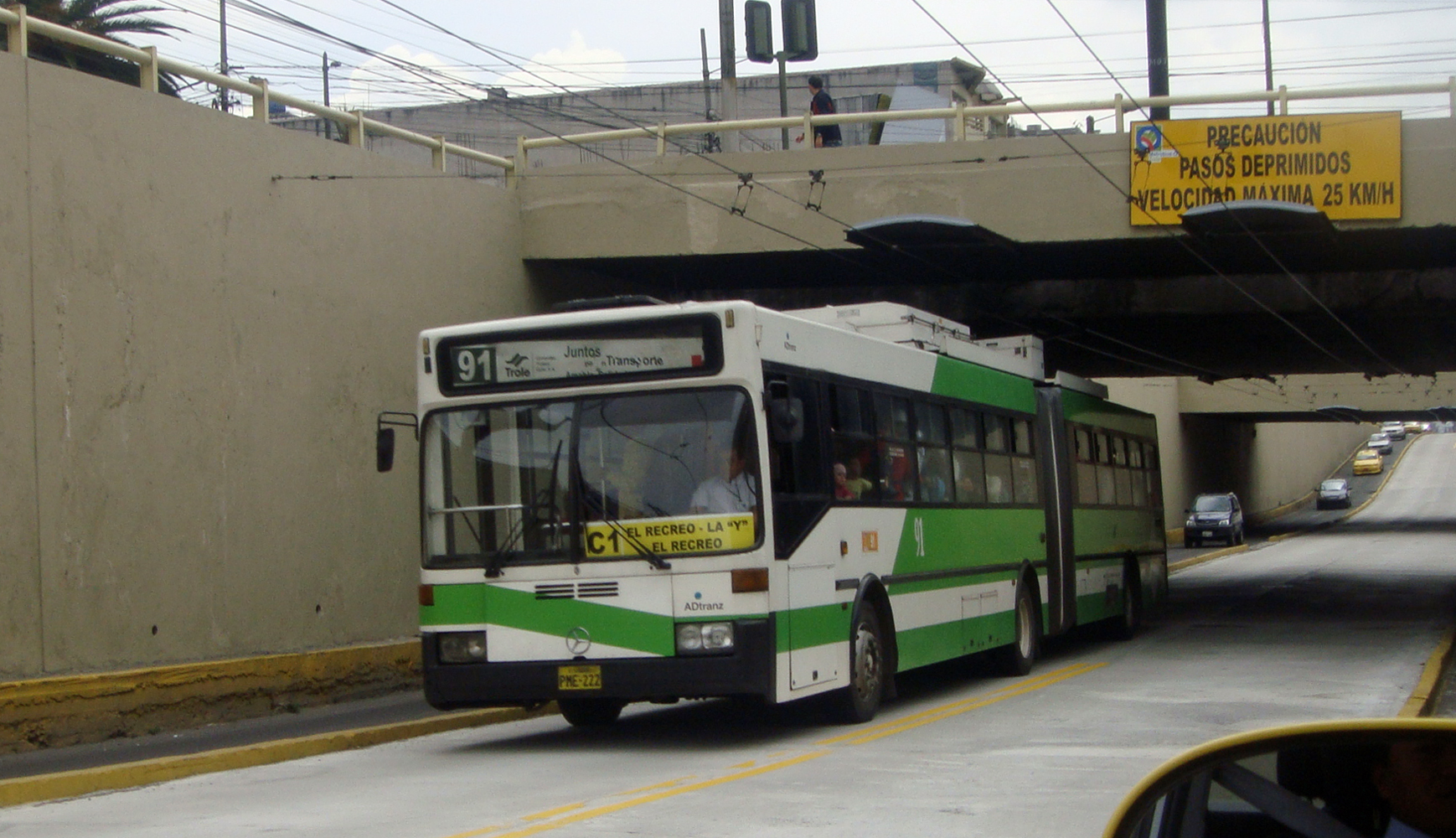
Ein O 405 G HCE in Quito
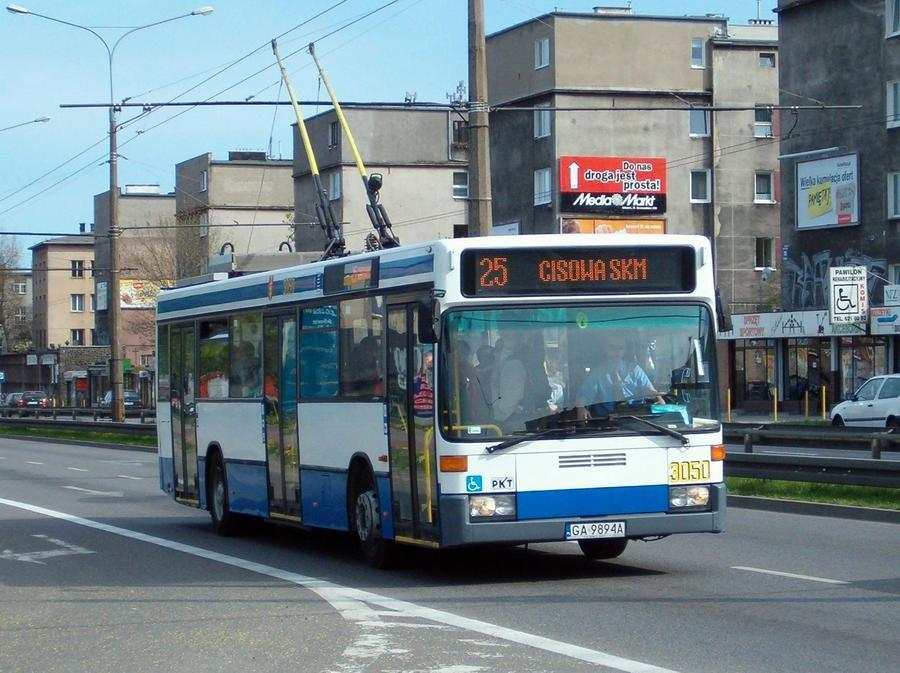
Gdynia: ein O 405 NE, Umbau aus O 405 N

### Renault Duobus nach SL-I-Bauart
| Baujahre  | Typ       | Elektrik | Anzahl | Betrieb                                              | Nummern                                               |
| --------- | --------- | -------- | ------ | ---------------------------------------------------- | ----------------------------------------------------- |
| 1982–1984 | PER 180 H |          | 64     | Vorführwagen: 2 Nancy: 48 St. Etienne: 8 Grenoble: 6 | Nancy: 603–650 Grenoble: 101–108 St. Etienne: 801–806 |